# Lista de asteroides (118001-119000)
Esta é uma lista parcial de asteroides, do asteroide número 118001 até o 119000, inclusive. Veja também o índice com todas as listas disponíveis.

| Objeto Próximos à Terra | Cinturão de asteroides (interno) | Cinturão de asteroides (externo) | Centauro       |
| Cruzador de Marte       | Cinturão de asteroides (meio)    | Troianos de Júpiter              | Transnetuniano |

Veja mais dados de cada asteroide na ligação externa para o Minor Planet Center na última coluna.
Índice: 118001... 118101... 118201... 118301... 118401... 118501... 118601... 118701... 118801... 118901... 

## 118001–118100
| Designação | Designação | Descoberta  | Descoberta | Descobridor(es) | Categoria | Mais informações / Referência |
| Permanente | Provisória | Data        | Local      | Descobridor(es) | Categoria | Mais informações / Referência |
| ---------- | ---------- | ----------- | ---------- | --------------- | --------- | ----------------------------- |
| 118001     | 1147 T-2   | 29 set 1973 | Palomar    | PLS             | —         | MPC                           |
| 118002     | 1172 T-2   | 29 set 1973 | Palomar    | PLS             | —         | MPC                           |
| 118003     | 1190 T-2   | 29 set 1973 | Palomar    | PLS             | —         | MPC                           |
| 118004     | 1192 T-2   | 29 set 1973 | Palomar    | PLS             | —         | MPC                           |
| 118005     | 1214 T-2   | 30 set 1973 | Palomar    | PLS             | Ursula    | MPC                           |
| 118006     | 1252 T-2   | 29 set 1973 | Palomar    | PLS             | —         | MPC                           |
| 118007     | 1256 T-2   | 29 set 1973 | Palomar    | PLS             | —         | MPC                           |
| 118008     | 1257 T-2   | 29 set 1973 | Palomar    | PLS             | —         | MPC                           |
| 118009     | 1271 T-2   | 29 set 1973 | Palomar    | PLS             | Mitidika  | MPC                           |
| 118010     | 1272 T-2   | 29 set 1973 | Palomar    | PLS             | —         | MPC                           |
| 118011     | 1289 T-2   | 29 set 1973 | Palomar    | PLS             | —         | MPC                           |
| 118012     | 1313 T-2   | 29 set 1973 | Palomar    | PLS             | —         | MPC                           |
| 118013     | 1338 T-2   | 29 set 1973 | Palomar    | PLS             | —         | MPC                           |
| 118014     | 1342 T-2   | 29 set 1973 | Palomar    | PLS             | —         | MPC                           |
| 118015     | 1430 T-2   | 30 set 1973 | Palomar    | PLS             | —         | MPC                           |
| 118016     | 1437 T-2   | 30 set 1973 | Palomar    | PLS             | —         | MPC                           |
| 118017     | 1448 T-2   | 30 set 1973 | Palomar    | PLS             | —         | MPC                           |
| 118018     | 1496 T-2   | 29 set 1973 | Palomar    | PLS             | —         | MPC                           |
| 118019     | 1504 T-2   | 30 set 1973 | Palomar    | PLS             | —         | MPC                           |
| 118020     | 1602 T-2   | 24 set 1973 | Palomar    | PLS             | Ursula    | MPC                           |
| 118021     | 2035 T-2   | 29 set 1973 | Palomar    | PLS             | —         | MPC                           |
| 118022     | 2055 T-2   | 29 set 1973 | Palomar    | PLS             | —         | MPC                           |
| 118023     | 2103 T-2   | 29 set 1973 | Palomar    | PLS             | —         | MPC                           |
| 118024     | 2110 T-2   | 29 set 1973 | Palomar    | PLS             | —         | MPC                           |
| 118025     | 2121 T-2   | 29 set 1973 | Palomar    | PLS             | —         | MPC                           |
| 118026     | 2151 T-2   | 29 set 1973 | Palomar    | PLS             | —         | MPC                           |
| 118027     | 2161 T-2   | 29 set 1973 | Palomar    | PLS             | —         | MPC                           |
| 118028     | 2283 T-2   | 29 set 1973 | Palomar    | PLS             | —         | MPC                           |
| 118029     | 2295 T-2   | 29 set 1973 | Palomar    | PLS             | —         | MPC                           |
| 118030     | 2325 T-2   | 29 set 1973 | Palomar    | PLS             | —         | MPC                           |
| 118031     | 2330 T-2   | 30 set 1973 | Palomar    | PLS             | —         | MPC                           |
| 118032     | 2410 T-2   | 25 set 1973 | Palomar    | PLS             | —         | MPC                           |
| 118033     | 2904 T-2   | 30 set 1973 | Palomar    | PLS             | —         | MPC                           |
| 118034     | 3015 T-2   | 30 set 1973 | Palomar    | PLS             | Brangane  | MPC                           |
| 118035     | 3031 T-2   | 30 set 1973 | Palomar    | PLS             | —         | MPC                           |
| 118036     | 3038 T-2   | 30 set 1973 | Palomar    | PLS             | —         | MPC                           |
| 118037     | 3041 T-2   | 30 set 1973 | Palomar    | PLS             | —         | MPC                           |
| 118038     | 3051 T-2   | 30 set 1973 | Palomar    | PLS             | —         | MPC                           |
| 118039     | 3075 T-2   | 30 set 1973 | Palomar    | PLS             | —         | MPC                           |
| 118040     | 3104 T-2   | 30 set 1973 | Palomar    | PLS             | —         | MPC                           |
| 118041     | 3179 T-2   | 30 set 1973 | Palomar    | PLS             | —         | MPC                           |
| 118042     | 3204 T-2   | 30 set 1973 | Palomar    | PLS             | —         | MPC                           |
| 118043     | 3220 T-2   | 30 set 1973 | Palomar    | PLS             | —         | MPC                           |
| 118044     | 3224 T-2   | 30 set 1973 | Palomar    | PLS             | —         | MPC                           |
| 118045     | 3258 T-2   | 30 set 1973 | Palomar    | PLS             | —         | MPC                           |
| 118046     | 3259 T-2   | 30 set 1973 | Palomar    | PLS             | —         | MPC                           |
| 118047     | 3306 T-2   | 30 set 1973 | Palomar    | PLS             | —         | MPC                           |
| 118048     | 3311 T-2   | 30 set 1973 | Palomar    | PLS             | —         | MPC                           |
| 118049     | 4066 T-2   | 29 set 1973 | Palomar    | PLS             | —         | MPC                           |
| 118050     | 4073 T-2   | 29 set 1973 | Palomar    | PLS             | —         | MPC                           |
| 118051     | 4102 T-2   | 29 set 1973 | Palomar    | PLS             | —         | MPC                           |
| 118052     | 4105 T-2   | 29 set 1973 | Palomar    | PLS             | —         | MPC                           |
| 118053     | 4106 T-2   | 29 set 1973 | Palomar    | PLS             | —         | MPC                           |
| 118054     | 4123 T-2   | 29 set 1973 | Palomar    | PLS             | —         | MPC                           |
| 118055     | 4124 T-2   | 29 set 1973 | Palomar    | PLS             | —         | MPC                           |
| 118056     | 4126 T-2   | 29 set 1973 | Palomar    | PLS             | Mitidika  | MPC                           |
| 118057     | 4163 T-2   | 29 set 1973 | Palomar    | PLS             | —         | MPC                           |
| 118058     | 4175 T-2   | 29 set 1973 | Palomar    | PLS             | —         | MPC                           |
| 118059     | 4206 T-2   | 29 set 1973 | Palomar    | PLS             | —         | MPC                           |
| 118060     | 4213 T-2   | 29 set 1973 | Palomar    | PLS             | Mitidika  | MPC                           |
| 118061     | 4249 T-2   | 29 set 1973 | Palomar    | PLS             | —         | MPC                           |
| 118062     | 4256 T-2   | 29 set 1973 | Palomar    | PLS             | Brangane  | MPC                           |
| 118063     | 4259 T-2   | 29 set 1973 | Palomar    | PLS             | —         | MPC                           |
| 118064     | 4292 T-2   | 29 set 1973 | Palomar    | PLS             | —         | MPC                           |
| 118065     | 4302 T-2   | 29 set 1973 | Palomar    | PLS             | Mitidika  | MPC                           |
| 118066     | 4317 T-2   | 29 set 1973 | Palomar    | PLS             | —         | MPC                           |
| 118067     | 4648 T-2   | 30 set 1973 | Palomar    | PLS             | —         | MPC                           |
| 118068     | 5011 T-2   | 25 set 1973 | Palomar    | PLS             | —         | MPC                           |
| 118069     | 5022 T-2   | 25 set 1973 | Palomar    | PLS             | —         | MPC                           |
| 118070     | 5060 T-2   | 25 set 1973 | Palomar    | PLS             | —         | MPC                           |
| 118071     | 5062 T-2   | 25 set 1973 | Palomar    | PLS             | —         | MPC                           |
| 118072     | 5076 T-2   | 25 set 1973 | Palomar    | PLS             | —         | MPC                           |
| 118073     | 5077 T-2   | 25 set 1973 | Palomar    | PLS             | —         | MPC                           |
| 118074     | 5078 T-2   | 25 set 1973 | Palomar    | PLS             | —         | MPC                           |
| 118075     | 5082 T-2   | 25 set 1973 | Palomar    | PLS             | —         | MPC                           |
| 118076     | 5100 T-2   | 25 set 1973 | Palomar    | PLS             | Brangane  | MPC                           |
| 118077     | 5165 T-2   | 25 set 1973 | Palomar    | PLS             | —         | MPC                           |
| 118078     | 5174 T-2   | 25 set 1973 | Palomar    | PLS             | —         | MPC                           |
| 118079     | 5189 T-2   | 25 set 1973 | Palomar    | PLS             | —         | MPC                           |
| 118080     | 5197 T-2   | 25 set 1973 | Palomar    | PLS             | Brangane  | MPC                           |
| 118081     | 5206 T-2   | 25 set 1973 | Palomar    | PLS             | —         | MPC                           |
| 118082     | 5207 T-2   | 25 set 1973 | Palomar    | PLS             | —         | MPC                           |
| 118083     | 5215 T-2   | 25 set 1973 | Palomar    | PLS             | —         | MPC                           |
| 118084     | 5340 T-2   | 25 set 1973 | Palomar    | PLS             | Brangane  | MPC                           |
| 118085     | 1019 T-3   | 17 out 1977 | Palomar    | PLS             | —         | MPC                           |
| 118086     | 1037 T-3   | 17 out 1977 | Palomar    | PLS             | —         | MPC                           |
| 118087     | 1043 T-3   | 17 out 1977 | Palomar    | PLS             | —         | MPC                           |
| 118088     | 1090 T-3   | 17 out 1977 | Palomar    | PLS             | Phocaea   | MPC                           |
| 118089     | 1093 T-3   | 17 out 1977 | Palomar    | PLS             | —         | MPC                           |
| 118090     | 1105 T-3   | 17 out 1977 | Palomar    | PLS             | —         | MPC                           |
| 118091     | 1124 T-3   | 17 out 1977 | Palomar    | PLS             | —         | MPC                           |
| 118092     | 1150 T-3   | 17 out 1977 | Palomar    | PLS             | —         | MPC                           |
| 118093     | 1163 T-3   | 17 out 1977 | Palomar    | PLS             | —         | MPC                           |
| 118094     | 1852 T-3   | 17 out 1977 | Palomar    | PLS             | —         | MPC                           |
| 118095     | 2007 T-3   | 16 out 1977 | Palomar    | PLS             | —         | MPC                           |
| 118096     | 2125 T-3   | 16 out 1977 | Palomar    | PLS             | —         | MPC                           |
| 118097     | 2148 T-3   | 16 out 1977 | Palomar    | PLS             | —         | MPC                           |
| 118098     | 2171 T-3   | 16 out 1977 | Palomar    | PLS             | —         | MPC                           |
| 118099     | 2210 T-3   | 16 out 1977 | Palomar    | PLS             | —         | MPC                           |
| 118100     | 2224 T-3   | 16 out 1977 | Palomar    | PLS             | —         | MPC                           |

## 118101–118200
| Designação           | Designação | Descoberta  | Descoberta             | Descobridor(es)        | Categoria | Mais informações / Referência |
| Permanente           | Provisória | Data        | Local                  | Descobridor(es)        | Categoria | Mais informações / Referência |
| -------------------- | ---------- | ----------- | ---------------------- | ---------------------- | --------- | ----------------------------- |
| 118101               | 2228 T-3   | 16 out 1977 | Palomar                | PLS                    | —         | MPC                           |
| 118102 Rinjani       | 2254 T-3   | 16 out 1977 | Palomar                | PLS                    | Juno      | MPC                           |
| 118103               | 2279 T-3   | 16 out 1977 | Palomar                | PLS                    | —         | MPC                           |
| 118104               | 2294 T-3   | 16 out 1977 | Palomar                | PLS                    | —         | MPC                           |
| 118105               | 2309 T-3   | 16 out 1977 | Palomar                | PLS                    | —         | MPC                           |
| 118106               | 2343 T-3   | 16 out 1977 | Palomar                | PLS                    | —         | MPC                           |
| 118107               | 2361 T-3   | 16 out 1977 | Palomar                | PLS                    | Pallas    | MPC                           |
| 118108               | 2398 T-3   | 16 out 1977 | Palomar                | PLS                    | —         | MPC                           |
| 118109               | 2445 T-3   | 16 out 1977 | Palomar                | PLS                    | —         | MPC                           |
| 118110               | 2493 T-3   | 16 out 1977 | Palomar                | PLS                    | —         | MPC                           |
| 118111               | 2633 T-3   | 16 out 1977 | Palomar                | PLS                    | —         | MPC                           |
| 118112               | 2665 T-3   | 11 out 1977 | Palomar                | PLS                    | —         | MPC                           |
| 118113               | 3091 T-3   | 16 out 1977 | Palomar                | PLS                    | —         | MPC                           |
| 118114               | 3117 T-3   | 16 out 1977 | Palomar                | PLS                    | Mitidika  | MPC                           |
| 118115               | 3118 T-3   | 16 out 1977 | Palomar                | PLS                    | —         | MPC                           |
| 118116               | 3161 T-3   | 16 out 1977 | Palomar                | PLS                    | Mitidika  | MPC                           |
| 118117               | 3168 T-3   | 16 out 1977 | Palomar                | PLS                    | —         | MPC                           |
| 118118               | 3169 T-3   | 16 out 1977 | Palomar                | PLS                    | —         | MPC                           |
| 118119               | 3177 T-3   | 16 out 1977 | Palomar                | PLS                    | —         | MPC                           |
| 118120               | 3181 T-3   | 16 out 1977 | Palomar                | PLS                    | —         | MPC                           |
| 118121               | 3211 T-3   | 16 out 1977 | Palomar                | PLS                    | —         | MPC                           |
| 118122               | 3228 T-3   | 16 out 1977 | Palomar                | PLS                    | —         | MPC                           |
| 118123               | 3238 T-3   | 16 out 1977 | Palomar                | PLS                    | —         | MPC                           |
| 118124               | 3253 T-3   | 16 out 1977 | Palomar                | PLS                    | —         | MPC                           |
| 118125               | 3278 T-3   | 16 out 1977 | Palomar                | PLS                    | —         | MPC                           |
| 118126               | 3344 T-3   | 16 out 1977 | Palomar                | PLS                    | —         | MPC                           |
| 118127               | 3399 T-3   | 16 out 1977 | Palomar                | PLS                    | —         | MPC                           |
| 118128               | 3457 T-3   | 16 out 1977 | Palomar                | PLS                    | —         | MPC                           |
| 118129               | 3459 T-3   | 16 out 1977 | Palomar                | PLS                    | —         | MPC                           |
| 118130               | 3469 T-3   | 16 out 1977 | Palomar                | PLS                    | —         | MPC                           |
| 118131               | 3501 T-3   | 16 out 1977 | Palomar                | PLS                    | —         | MPC                           |
| 118132               | 3505 T-3   | 16 out 1977 | Palomar                | PLS                    | —         | MPC                           |
| 118133               | 3523 T-3   | 16 out 1977 | Palomar                | PLS                    | —         | MPC                           |
| 118134               | 3533 T-3   | 16 out 1977 | Palomar                | PLS                    | Mitidika  | MPC                           |
| 118135               | 3559 T-3   | 16 out 1977 | Palomar                | PLS                    | —         | MPC                           |
| 118136               | 3756 T-3   | 16 out 1977 | Palomar                | PLS                    | —         | MPC                           |
| 118137               | 3813 T-3   | 16 out 1977 | Palomar                | PLS                    | —         | MPC                           |
| 118138               | 4036 T-3   | 16 out 1977 | Palomar                | PLS                    | Ursula    | MPC                           |
| 118139               | 4041 T-3   | 16 out 1977 | Palomar                | PLS                    | —         | MPC                           |
| 118140               | 4042 T-3   | 16 out 1977 | Palomar                | PLS                    | —         | MPC                           |
| 118141               | 4048 T-3   | 16 out 1977 | Palomar                | PLS                    | —         | MPC                           |
| 118142               | 4117 T-3   | 16 out 1977 | Palomar                | PLS                    | —         | MPC                           |
| 118143               | 4124 T-3   | 16 out 1977 | Palomar                | PLS                    | —         | MPC                           |
| 118144               | 4136 T-3   | 16 out 1977 | Palomar                | PLS                    | —         | MPC                           |
| 118145               | 4142 T-3   | 16 out 1977 | Palomar                | PLS                    | —         | MPC                           |
| 118146               | 4161 T-3   | 16 out 1977 | Palomar                | PLS                    | —         | MPC                           |
| 118147               | 4183 T-3   | 16 out 1977 | Palomar                | PLS                    | —         | MPC                           |
| 118148               | 4204 T-3   | 16 out 1977 | Palomar                | PLS                    | —         | MPC                           |
| 118149               | 4298 T-3   | 16 out 1977 | Palomar                | PLS                    | —         | MPC                           |
| 118150               | 4325 T-3   | 16 out 1977 | Palomar                | PLS                    | —         | MPC                           |
| 118151               | 4391 T-3   | 16 out 1977 | Palomar                | PLS                    | —         | MPC                           |
| 118152               | 5076 T-3   | 16 out 1977 | Palomar                | PLS                    | —         | MPC                           |
| 118153               | 5083 T-3   | 16 out 1977 | Palomar                | PLS                    | —         | MPC                           |
| 118154               | 5110 T-3   | 16 out 1977 | Palomar                | PLS                    | —         | MPC                           |
| 118155               | 5141 T-3   | 16 out 1977 | Palomar                | PLS                    | —         | MPC                           |
| 118156               | 5146 T-3   | 16 out 1977 | Palomar                | PLS                    | —         | MPC                           |
| 118157               | 5157 T-3   | 16 out 1977 | Palomar                | PLS                    | —         | MPC                           |
| 118158               | 5161 T-3   | 16 out 1977 | Palomar                | PLS                    | —         | MPC                           |
| 118159               | 5162 T-3   | 16 out 1977 | Palomar                | PLS                    | —         | MPC                           |
| 118160               | 5646 T-3   | 16 out 1977 | Palomar                | PLS                    | —         | MPC                           |
| 118161               | 5710 T-3   | 16 out 1977 | Palomar                | PLS                    | —         | MPC                           |
| 118162               | 1951 SX    | 29 set 1951 | Palomar                | A. G. Wilson           | —         | MPC                           |
| 118163               | 1979 MJ8   | 25 jun 1979 | Siding Spring          | E. F. Helin, S. J. Bus | —         | MPC                           |
| 118164               | 1981 DC3   | 28 fev 1981 | Siding Spring          | S. J. Bus              | —         | MPC                           |
| 118165               | 1981 EH2   | 2 mar 1981  | Siding Spring          | S. J. Bus              | —         | MPC                           |
| 118166               | 1981 EG22  | 2 mar 1981  | Siding Spring          | S. J. Bus              | —         | MPC                           |
| 118167               | 1981 EJ30  | 2 mar 1981  | Siding Spring          | S. J. Bus              | —         | MPC                           |
| 118168               | 1981 EQ37  | 1 mar 1981  | Siding Spring          | S. J. Bus              | —         | MPC                           |
| 118169               | 1981 EL40  | 2 mar 1981  | Siding Spring          | S. J. Bus              | —         | MPC                           |
| 118170               | 1981 EV40  | 2 mar 1981  | Siding Spring          | S. J. Bus              | —         | MPC                           |
| 118171               | 1988 DT1   | 16 fev 1988 | La Silla               | E. W. Elst             | —         | MPC                           |
| 118172 Vorgebirge    | 1989 GU6   | 5 abr 1989  | La Silla               | M. Geffert             | —         | MPC                           |
| 118173 Barmen        | 1991 GZ10  | 11 abr 1991 | Tautenburg Observatory | F. Börngen             | —         | MPC                           |
| 118174               | 1991 RO24  | 12 set 1991 | Palomar                | H. E. Holt             | —         | MPC                           |
| 118175               | 1991 TL16  | 6 out 1991  | Palomar                | A. Lowe                | —         | MPC                           |
| 118176               | 1992 BK3   | 26 jan 1992 | Kitt Peak              | Spacewatch             | —         | MPC                           |
| 118177               | 1992 EZ13  | 2 mar 1992  | La Silla               | UESAC                  | —         | MPC                           |
| 118178 Rinckart      | 1992 SJ26  | 23 set 1992 | Tautenburg Observatory | F. Börngen             | —         | MPC                           |
| 118179               | 1993 FC6   | 17 mar 1993 | La Silla               | UESAC                  | —         | MPC                           |
| 118180               | 1993 FF6   | 17 mar 1993 | La Silla               | UESAC                  | —         | MPC                           |
| 118181               | 1993 FD7   | 17 mar 1993 | La Silla               | UESAC                  | —         | MPC                           |
| 118182               | 1993 FH18  | 17 mar 1993 | La Silla               | UESAC                  | —         | MPC                           |
| 118183               | 1993 FQ22  | 21 mar 1993 | La Silla               | UESAC                  | —         | MPC                           |
| 118184               | 1993 FX22  | 21 mar 1993 | La Silla               | UESAC                  | —         | MPC                           |
| 118185               | 1993 FF29  | 21 mar 1993 | La Silla               | UESAC                  | —         | MPC                           |
| 118186               | 1993 XC    | 4 dez 1993  | Farra d'Isonzo         | Farra d'Isonzo         | —         | MPC                           |
| 118187               | 1993 YC1   | 16 dez 1993 | Kitt Peak              | Spacewatch             | —         | MPC                           |
| 118188               | 1994 GO5   | 6 abr 1994  | Kitt Peak              | Spacewatch             | —         | MPC                           |
| 118189               | 1994 PB12  | 10 ago 1994 | La Silla               | E. W. Elst             | —         | MPC                           |
| 118190               | 1994 PT12  | 10 ago 1994 | La Silla               | E. W. Elst             | —         | MPC                           |
| 118191               | 1994 PE14  | 10 ago 1994 | La Silla               | E. W. Elst             | —         | MPC                           |
| 118192               | 1994 RA14  | 12 set 1994 | Kitt Peak              | Spacewatch             | —         | MPC                           |
| 118193               | 1994 RG25  | 12 set 1994 | Xinglong               | SCAP                   | —         | MPC                           |
| 118194 Sabinagarroni | 1994 SG    | 30 set 1994 | Farra d'Isonzo         | Farra d'Isonzo         | —         | MPC                           |
| 118195               | 1994 SP7   | 28 set 1994 | Kitt Peak              | Spacewatch             | —         | MPC                           |
| 118196               | 1994 TK8   | 6 out 1994  | Kitt Peak              | Spacewatch             | —         | MPC                           |
| 118197               | 1994 UU6   | 28 out 1994 | Kitt Peak              | Spacewatch             | —         | MPC                           |
| 118198               | 1994 UA10  | 28 out 1994 | Kitt Peak              | Spacewatch             | —         | MPC                           |
| 118199               | 1995 CY5   | 1 fev 1995  | Kitt Peak              | Spacewatch             | —         | MPC                           |
| 118200               | 1995 CA8   | 2 fev 1995  | Kitt Peak              | Spacewatch             | —         | MPC                           |

## 118201–118300
| Designação            | Designação | Descoberta  | Descoberta       | Descobridor(es)                               | Categoria | Mais informações / Referência |
| Permanente            | Provisória | Data        | Local            | Descobridor(es)                               | Categoria | Mais informações / Referência |
| --------------------- | ---------- | ----------- | ---------------- | --------------------------------------------- | --------- | ----------------------------- |
| 118201                | 1995 FQ19  | 29 mar 1995 | Kitt Peak        | Spacewatch                                    | —         | MPC                           |
| 118202                | 1995 HQ3   | 26 abr 1995 | Kitt Peak        | Spacewatch                                    | —         | MPC                           |
| 118203                | 1995 HL4   | 26 abr 1995 | Kitt Peak        | Spacewatch                                    | —         | MPC                           |
| 118204                | 1995 MS1   | 23 jun 1995 | Kitt Peak        | Spacewatch                                    | —         | MPC                           |
| 118205                | 1995 MK7   | 25 jun 1995 | Kitt Peak        | Spacewatch                                    | —         | MPC                           |
| 118206                | 1995 OB6   | 22 jul 1995 | Kitt Peak        | Spacewatch                                    | —         | MPC                           |
| 118207                | 1995 SJ10  | 17 set 1995 | Kitt Peak        | Spacewatch                                    | —         | MPC                           |
| 118208                | 1995 TH10  | 2 out 1995  | Kitt Peak        | Spacewatch                                    | —         | MPC                           |
| 118209                | 1995 UH20  | 19 out 1995 | Kitt Peak        | Spacewatch                                    | —         | MPC                           |
| 118210                | 1995 UG56  | 23 out 1995 | Kitt Peak        | Spacewatch                                    | —         | MPC                           |
| 118211                | 1995 VE18  | 15 nov 1995 | Kitt Peak        | Spacewatch                                    | —         | MPC                           |
| 118212                | 1995 XM4   | 14 dez 1995 | Kitt Peak        | Spacewatch                                    | —         | MPC                           |
| 118213                | 1995 YO18  | 22 dez 1995 | Kitt Peak        | Spacewatch                                    | —         | MPC                           |
| 118214 Agnesediboemia | 1996 AG1   | 12 jan 1996 | Kleť             | J. Tichá, M. Tichý                            | Ursula    | MPC                           |
| 118215                | 1996 BN1   | 24 jan 1996 | Cloudcroft       | W. Offutt                                     | —         | MPC                           |
| 118216                | 1996 DU1   | 22 fev 1996 | Stroncone        | A. Vagnozzi                                   | —         | MPC                           |
| 118217                | 1996 EO7   | 11 mar 1996 | Kitt Peak        | Spacewatch                                    | —         | MPC                           |
| 118218                | 1996 GM17  | 15 abr 1996 | La Silla         | E. W. Elst                                    | —         | MPC                           |
| 118219                | 1996 HT20  | 18 abr 1996 | La Silla         | E. W. Elst                                    | —         | MPC                           |
| 118220                | 1996 HA21  | 18 abr 1996 | La Silla         | E. W. Elst                                    | —         | MPC                           |
| 118221                | 1996 HQ21  | 18 abr 1996 | La Silla         | E. W. Elst                                    | —         | MPC                           |
| 118222                | 1996 RR11  | 8 set 1996  | Kitt Peak        | Spacewatch                                    | —         | MPC                           |
| 118223                | 1996 SO4   | 21 set 1996 | Xinglong         | SCAP                                          | —         | MPC                           |
| 118224                | 1996 TT1   | 3 out 1996  | Xinglong         | SCAP                                          | —         | MPC                           |
| 118225                | 1996 TP18  | 4 out 1996  | Kitt Peak        | Spacewatch                                    | —         | MPC                           |
| 118226                | 1996 TA30  | 7 out 1996  | Kitt Peak        | Spacewatch                                    | —         | MPC                           |
| 118227                | 1996 TR39  | 8 out 1996  | La Silla         | E. W. Elst                                    | —         | MPC                           |
| 118228                | 1996 TQ66  | 8 out 1996  | Mauna Kea        | J. Chen, D. C. Jewitt, C. Trujillo, J. X. Luu | —         | MPC                           |
| 118229                | 1996 VE23  | 10 nov 1996 | Kitt Peak        | Spacewatch                                    | —         | MPC                           |
| 118230 Sado           | 1996 WY2   | 30 nov 1996 | Chichibu         | N. Satō                                       | —         | MPC                           |
| 118231                | 1996 XQ18  | 8 dez 1996  | Catalina Station | C. W. Hergenrother                            | —         | MPC                           |
| 118232                | 1997 AY6   | 9 jan 1997  | Oizumi           | T. Kobayashi                                  | —         | MPC                           |
| 118233                | 1997 BX6   | 30 jan 1997 | Cima Ekar        | U. Munari, M. Tombelli                        | —         | MPC                           |
| 118234                | 1997 BO7   | 31 jan 1997 | Kitt Peak        | Spacewatch                                    | —         | MPC                           |
| 118235                | 1997 ES7   | 7 mar 1997  | Bologna          | San Vittore Obs.                              | —         | MPC                           |
| 118236                | 1997 EO26  | 4 mar 1997  | Kitt Peak        | Spacewatch                                    | —         | MPC                           |
| 118237                | 1997 GD16  | 3 abr 1997  | Socorro          | LINEAR                                        | —         | MPC                           |
| 118238                | 1997 JT5   | 2 mai 1997  | Kitt Peak        | Spacewatch                                    | —         | MPC                           |
| 118239                | 1997 KX    | 31 mai 1997 | Xinglong         | SCAP                                          | —         | MPC                           |
| 118240                | 1997 LS3   | 5 jun 1997  | Kitt Peak        | Spacewatch                                    | —         | MPC                           |
| 118241                | 1997 LJ9   | 7 jun 1997  | La Silla         | E. W. Elst                                    | Mitidika  | MPC                           |
| 118242                | 1997 NM3   | 9 jul 1997  | Prescott         | P. G. Comba                                   | —         | MPC                           |
| 118243                | 1997 QL1   | 30 ago 1997 | Kleť             | Z. Moravec                                    | —         | MPC                           |
| 118244                | 1997 RV10  | 3 set 1997  | Caussols         | ODAS                                          | —         | MPC                           |
| 118245                | 1997 SF10  | 23 set 1997 | Xinglong         | SCAP                                          | —         | MPC                           |
| 118246                | 1997 SR15  | 27 set 1997 | Caussols         | ODAS                                          | —         | MPC                           |
| 118247                | 1997 TH1   | 3 out 1997  | Caussols         | ODAS                                          | —         | MPC                           |
| 118248                | 1997 TS19  | 2 out 1997  | Kitt Peak        | Spacewatch                                    | —         | MPC                           |
| 118249                | 1997 WF15  | 23 nov 1997 | Kitt Peak        | Spacewatch                                    | —         | MPC                           |
| 118250                | 1998 BY1   | 19 jan 1998 | Uenohara         | N. Kawasato                                   | —         | MPC                           |
| 118251                | 1998 BF18  | 22 jan 1998 | Kitt Peak        | Spacewatch                                    | —         | MPC                           |
| 118252                | 1998 BW33  | 31 jan 1998 | Oizumi           | T. Kobayashi                                  | —         | MPC                           |
| 118253                | 1998 BK43  | 23 jan 1998 | Kitt Peak        | Spacewatch                                    | —         | MPC                           |
| 118254                | 1998 CU    | 4 fev 1998  | Kleť             | M. Tichý, Z. Moravec                          | —         | MPC                           |
| 118255                | 1998 CZ2   | 6 fev 1998  | La Silla         | E. W. Elst                                    | —         | MPC                           |
| 118256                | 1998 DX25  | 23 fev 1998 | Kitt Peak        | Spacewatch                                    | —         | MPC                           |
| 118257                | 1998 FS17  | 20 mar 1998 | Socorro          | LINEAR                                        | —         | MPC                           |
| 118258                | 1998 FG41  | 20 mar 1998 | Socorro          | LINEAR                                        | —         | MPC                           |
| 118259                | 1998 FT52  | 20 mar 1998 | Socorro          | LINEAR                                        | —         | MPC                           |
| 118260                | 1998 FP54  | 20 mar 1998 | Socorro          | LINEAR                                        | —         | MPC                           |
| 118261                | 1998 FF79  | 24 mar 1998 | Socorro          | LINEAR                                        | —         | MPC                           |
| 118262                | 1998 FO85  | 24 mar 1998 | Socorro          | LINEAR                                        | —         | MPC                           |
| 118263                | 1998 FE90  | 24 mar 1998 | Socorro          | LINEAR                                        | —         | MPC                           |
| 118264                | 1998 FB105 | 31 mar 1998 | Socorro          | LINEAR                                        | —         | MPC                           |
| 118265                | 1998 FM142 | 29 mar 1998 | Socorro          | LINEAR                                        | Eos       | MPC                           |
| 118266                | 1998 HQ17  | 18 abr 1998 | Socorro          | LINEAR                                        | —         | MPC                           |
| 118267                | 1998 HR56  | 21 abr 1998 | Socorro          | LINEAR                                        | —         | MPC                           |
| 118268                | 1998 HG61  | 21 abr 1998 | Socorro          | LINEAR                                        | —         | MPC                           |
| 118269                | 1998 HL74  | 21 abr 1998 | Socorro          | LINEAR                                        | —         | MPC                           |
| 118270                | 1998 HN129 | 19 abr 1998 | Socorro          | LINEAR                                        | —         | MPC                           |
| 118271                | 1998 HO149 | 25 abr 1998 | La Silla         | E. W. Elst                                    | —         | MPC                           |
| 118272                | 1998 KU10  | 22 mai 1998 | Kitt Peak        | Spacewatch                                    | Brangane  | MPC                           |
| 118273                | 1998 OX9   | 26 jul 1998 | La Silla         | E. W. Elst                                    | —         | MPC                           |
| 118274                | 1998 QE20  | 17 ago 1998 | Socorro          | LINEAR                                        | —         | MPC                           |
| 118275                | 1998 QR24  | 17 ago 1998 | Socorro          | LINEAR                                        | —         | MPC                           |
| 118276                | 1998 QM33  | 17 ago 1998 | Socorro          | LINEAR                                        | —         | MPC                           |
| 118277                | 1998 QE105 | 25 ago 1998 | La Silla         | E. W. Elst                                    | —         | MPC                           |
| 118278                | 1998 RO17  | 14 set 1998 | Socorro          | LINEAR                                        | —         | MPC                           |
| 118279                | 1998 RG23  | 14 set 1998 | Socorro          | LINEAR                                        | —         | MPC                           |
| 118280                | 1998 RQ31  | 14 set 1998 | Socorro          | LINEAR                                        | —         | MPC                           |
| 118281                | 1998 RH43  | 14 set 1998 | Socorro          | LINEAR                                        | —         | MPC                           |
| 118282                | 1998 RB48  | 14 set 1998 | Socorro          | LINEAR                                        | —         | MPC                           |
| 118283                | 1998 RU55  | 14 set 1998 | Socorro          | LINEAR                                        | —         | MPC                           |
| 118284                | 1998 RC59  | 14 set 1998 | Socorro          | LINEAR                                        | —         | MPC                           |
| 118285                | 1998 RF65  | 14 set 1998 | Socorro          | LINEAR                                        | —         | MPC                           |
| 118286                | 1998 RR66  | 14 set 1998 | Socorro          | LINEAR                                        | —         | MPC                           |
| 118287                | 1998 RY66  | 14 set 1998 | Socorro          | LINEAR                                        | —         | MPC                           |
| 118288                | 1998 SK4   | 20 set 1998 | Prescott         | P. G. Comba                                   | —         | MPC                           |
| 118289                | 1998 SN10  | 19 set 1998 | Uenohara         | N. Kawasato                                   | —         | MPC                           |
| 118290                | 1998 SZ26  | 20 set 1998 | Xinglong         | SCAP                                          | —         | MPC                           |
| 118291                | 1998 SU46  | 25 set 1998 | Kitt Peak        | Spacewatch                                    | —         | MPC                           |
| 118292                | 1998 SE57  | 17 set 1998 | Anderson Mesa    | LONEOS                                        | —         | MPC                           |
| 118293                | 1998 SV62  | 25 set 1998 | Xinglong         | SCAP                                          | —         | MPC                           |
| 118294                | 1998 SQ75  | 17 set 1998 | Xinglong         | SCAP                                          | —         | MPC                           |
| 118295                | 1998 SA111 | 26 set 1998 | Socorro          | LINEAR                                        | —         | MPC                           |
| 118296                | 1998 SL122 | 26 set 1998 | Socorro          | LINEAR                                        | —         | MPC                           |
| 118297                | 1998 SY129 | 26 set 1998 | Socorro          | LINEAR                                        | —         | MPC                           |
| 118298                | 1998 SC131 | 26 set 1998 | Socorro          | LINEAR                                        | —         | MPC                           |
| 118299                | 1998 SD148 | 26 set 1998 | Socorro          | LINEAR                                        | —         | MPC                           |
| 118300                | 1998 SL162 | 26 set 1998 | Socorro          | LINEAR                                        | —         | MPC                           |

## 118301–118400
| Designação | Designação | Descoberta  | Descoberta          | Descobridor(es)       | Categoria | Mais informações / Referência |
| Permanente | Provisória | Data        | Local               | Descobridor(es)       | Categoria | Mais informações / Referência |
| ---------- | ---------- | ----------- | ------------------- | --------------------- | --------- | ----------------------------- |
| 118301     | 1998 TO16  | 14 out 1998 | Caussols            | ODAS                  | —         | MPC                           |
| 118302     | 1998 TX36  | 14 out 1998 | Anderson Mesa       | LONEOS                | —         | MPC                           |
| 118303     | 1998 UG    | 17 out 1998 | Catalina            | CSS                   | —         | MPC                           |
| 118304     | 1998 UQ20  | 28 out 1998 | Višnjan Observatory | K. Korlević           | —         | MPC                           |
| 118305     | 1998 UU30  | 18 out 1998 | La Silla            | E. W. Elst            | —         | MPC                           |
| 118306     | 1998 US39  | 28 out 1998 | Socorro             | LINEAR                | —         | MPC                           |
| 118307     | 1998 VM1   | 10 nov 1998 | Socorro             | LINEAR                | —         | MPC                           |
| 118308     | 1998 VT7   | 10 nov 1998 | Socorro             | LINEAR                | —         | MPC                           |
| 118309     | 1998 VR9   | 10 nov 1998 | Socorro             | LINEAR                | —         | MPC                           |
| 118310     | 1998 VP32  | 15 nov 1998 | Catalina            | CSS                   | —         | MPC                           |
| 118311     | 1998 VU36  | 10 nov 1998 | Socorro             | LINEAR                | —         | MPC                           |
| 118312     | 1998 VM39  | 11 nov 1998 | Socorro             | LINEAR                | —         | MPC                           |
| 118313     | 1998 WV2   | 17 nov 1998 | Caussols            | ODAS                  | —         | MPC                           |
| 118314     | 1998 WG11  | 21 nov 1998 | Socorro             | LINEAR                | —         | MPC                           |
| 118315     | 1998 WR12  | 21 nov 1998 | Socorro             | LINEAR                | —         | MPC                           |
| 118316     | 1998 WC15  | 21 nov 1998 | Socorro             | LINEAR                | —         | MPC                           |
| 118317     | 1998 WK41  | 18 nov 1998 | Socorro             | LINEAR                | —         | MPC                           |
| 118318     | 1998 XW    | 7 dez 1998  | Caussols            | ODAS                  | —         | MPC                           |
| 118319     | 1998 XP10  | 15 dez 1998 | Caussols            | ODAS                  | Mitidika  | MPC                           |
| 118320     | 1998 XB11  | 15 dez 1998 | Caussols            | ODAS                  | —         | MPC                           |
| 118321     | 1998 XS12  | 15 dez 1998 | Višnjan Observatory | K. Korlević           | —         | MPC                           |
| 118322     | 1998 XK48  | 14 dez 1998 | Socorro             | LINEAR                | —         | MPC                           |
| 118323     | 1998 XU52  | 14 dez 1998 | Socorro             | LINEAR                | —         | MPC                           |
| 118324     | 1998 XB57  | 15 dez 1998 | Socorro             | LINEAR                | —         | MPC                           |
| 118325     | 1998 XP71  | 14 dez 1998 | Socorro             | LINEAR                | —         | MPC                           |
| 118326     | 1998 YR20  | 25 dez 1998 | Kitt Peak           | Spacewatch            | Mitidika  | MPC                           |
| 118327     | 1998 YZ20  | 26 dez 1998 | Kitt Peak           | Spacewatch            | —         | MPC                           |
| 118328     | 1998 YH21  | 26 dez 1998 | Kitt Peak           | Spacewatch            | —         | MPC                           |
| 118329     | 1998 YG24  | 16 dez 1998 | Socorro             | LINEAR                | —         | MPC                           |
| 118330     | 1999 AP    | 4 jan 1999  | Farra d'Isonzo      | Farra d'Isonzo        | —         | MPC                           |
| 118331     | 1999 AM2   | 9 jan 1999  | Oizumi              | T. Kobayashi          | —         | MPC                           |
| 118332     | 1999 AK14  | 8 jan 1999  | Kitt Peak           | Spacewatch            | Mitidika  | MPC                           |
| 118333     | 1999 AB24  | 15 jan 1999 | Catalina            | CSS                   | —         | MPC                           |
| 118334     | 1999 AY24  | 15 jan 1999 | Caussols            | ODAS                  | —         | MPC                           |
| 118335     | 1999 BF2   | 19 jan 1999 | Catalina            | CSS                   | —         | MPC                           |
| 118336     | 1999 BB7   | 20 jan 1999 | Farra d'Isonzo      | Farra d'Isonzo        | —         | MPC                           |
| 118337     | 1999 BQ9   | 23 jan 1999 | Catalina            | CSS                   | —         | MPC                           |
| 118338     | 1999 CS    | 5 fev 1999  | Oizumi              | T. Kobayashi          | —         | MPC                           |
| 118339     | 1999 CK18  | 10 fev 1999 | Socorro             | LINEAR                | —         | MPC                           |
| 118340     | 1999 CL20  | 10 fev 1999 | Socorro             | LINEAR                | —         | MPC                           |
| 118341     | 1999 CK25  | 10 fev 1999 | Socorro             | LINEAR                | —         | MPC                           |
| 118342     | 1999 CW26  | 10 fev 1999 | Socorro             | LINEAR                | —         | MPC                           |
| 118343     | 1999 CT27  | 10 fev 1999 | Socorro             | LINEAR                | —         | MPC                           |
| 118344     | 1999 CS42  | 10 fev 1999 | Socorro             | LINEAR                | —         | MPC                           |
| 118345     | 1999 CZ45  | 10 fev 1999 | Socorro             | LINEAR                | —         | MPC                           |
| 118346     | 1999 CA48  | 10 fev 1999 | Socorro             | LINEAR                | —         | MPC                           |
| 118347     | 1999 CM60  | 12 fev 1999 | Socorro             | LINEAR                | —         | MPC                           |
| 118348     | 1999 CT86  | 10 fev 1999 | Socorro             | LINEAR                | —         | MPC                           |
| 118349     | 1999 CG88  | 10 fev 1999 | Socorro             | LINEAR                | —         | MPC                           |
| 118350     | 1999 CR89  | 10 fev 1999 | Socorro             | LINEAR                | —         | MPC                           |
| 118351     | 1999 CF98  | 10 fev 1999 | Socorro             | LINEAR                | —         | MPC                           |
| 118352     | 1999 CA101 | 10 fev 1999 | Socorro             | LINEAR                | —         | MPC                           |
| 118353     | 1999 CZ104 | 12 fev 1999 | Socorro             | LINEAR                | —         | MPC                           |
| 118354     | 1999 CY149 | 13 fev 1999 | Kitt Peak           | Spacewatch            | —         | MPC                           |
| 118355     | 1999 CA154 | 14 fev 1999 | Anderson Mesa       | LONEOS                | —         | MPC                           |
| 118356     | 1999 EM3   | 12 mar 1999 | Bergisch Gladbach   | W. Bickel             | —         | MPC                           |
| 118357     | 1999 EM11  | 15 mar 1999 | Kitt Peak           | Spacewatch            | —         | MPC                           |
| 118358     | 1999 FH2   | 16 mar 1999 | Kitt Peak           | Spacewatch            | —         | MPC                           |
| 118359     | 1999 FZ3   | 16 mar 1999 | Kitt Peak           | Spacewatch            | Chloris   | MPC                           |
| 118360     | 1999 FV4   | 17 mar 1999 | Kitt Peak           | Spacewatch            | —         | MPC                           |
| 118361     | 1999 FX4   | 17 mar 1999 | Kitt Peak           | Spacewatch            | —         | MPC                           |
| 118362     | 1999 FS17  | 23 mar 1999 | Kitt Peak           | Spacewatch            | —         | MPC                           |
| 118363     | 1999 FH46  | 20 mar 1999 | Socorro             | LINEAR                | —         | MPC                           |
| 118364     | 1999 FT47  | 20 mar 1999 | Socorro             | LINEAR                | —         | MPC                           |
| 118365     | 1999 FQ52  | 20 mar 1999 | Socorro             | LINEAR                | —         | MPC                           |
| 118366     | 1999 GK    | 5 abr 1999  | Modra               | J. Tóth, D. Kalmančok | Phocaea   | MPC                           |
| 118367     | 1999 GC4   | 12 abr 1999 | Woomera             | F. B. Zoltowski       | —         | MPC                           |
| 118368     | 1999 GE11  | 11 abr 1999 | Kitt Peak           | Spacewatch            | —         | MPC                           |
| 118369     | 1999 GF11  | 11 abr 1999 | Kitt Peak           | Spacewatch            | —         | MPC                           |
| 118370     | 1999 GT13  | 14 abr 1999 | Kitt Peak           | Spacewatch            | —         | MPC                           |
| 118371     | 1999 GE33  | 12 abr 1999 | Socorro             | LINEAR                | —         | MPC                           |
| 118372     | 1999 GV33  | 12 abr 1999 | Socorro             | LINEAR                | —         | MPC                           |
| 118373     | 1999 GD41  | 12 abr 1999 | Socorro             | LINEAR                | —         | MPC                           |
| 118374     | 1999 GU55  | 7 abr 1999  | Kitt Peak           | Spacewatch            | —         | MPC                           |
| 118375     | 1999 HB4   | 16 abr 1999 | Kitt Peak           | Spacewatch            | —         | MPC                           |
| 118376     | 1999 HE4   | 16 abr 1999 | Kitt Peak           | Spacewatch            | —         | MPC                           |
| 118377     | 1999 HW7   | 19 abr 1999 | Kitt Peak           | Spacewatch            | —         | MPC                           |
| 118378     | 1999 HT11  | 17 abr 1999 | Kitt Peak           | Kitt Peak Obs.        | Vesta     | MPC                           |
| 118379     | 1999 HC12  | 18 abr 1999 | Kitt Peak           | Kitt Peak Obs.        | —         | MPC                           |
| 118380     | 1999 JQ5   | 10 mai 1999 | Socorro             | LINEAR                | Juno      | MPC                           |
| 118381     | 1999 JU5   | 12 mai 1999 | Socorro             | LINEAR                | —         | MPC                           |
| 118382     | 1999 JH6   | 12 mai 1999 | Socorro             | LINEAR                | —         | MPC                           |
| 118383     | 1999 JE7   | 8 mai 1999  | Catalina            | CSS                   | Phocaea   | MPC                           |
| 118384     | 1999 JA8   | 12 mai 1999 | Socorro             | LINEAR                | —         | MPC                           |
| 118385     | 1999 JP11  | 12 mai 1999 | Socorro             | LINEAR                | —         | MPC                           |
| 118386     | 1999 JF14  | 13 mai 1999 | Socorro             | LINEAR                | Juno      | MPC                           |
| 118387     | 1999 JC15  | 12 mai 1999 | Socorro             | LINEAR                | Eos       | MPC                           |
| 118388     | 1999 JR42  | 10 mai 1999 | Socorro             | LINEAR                | —         | MPC                           |
| 118389     | 1999 JV42  | 10 mai 1999 | Socorro             | LINEAR                | —         | MPC                           |
| 118390     | 1999 JS49  | 10 mai 1999 | Socorro             | LINEAR                | —         | MPC                           |
| 118391     | 1999 JV117 | 13 mai 1999 | Socorro             | LINEAR                | —         | MPC                           |
| 118392     | 1999 JO124 | 10 mai 1999 | Socorro             | LINEAR                | —         | MPC                           |
| 118393     | 1999 KB3   | 17 mai 1999 | Kitt Peak           | Spacewatch            | —         | MPC                           |
| 118394     | 1999 NV7   | 13 jul 1999 | Socorro             | LINEAR                | —         | MPC                           |
| 118395     | 1999 NB65  | 14 jul 1999 | Socorro             | LINEAR                | —         | MPC                           |
| 118396     | 1999 RY29  | 8 set 1999  | Socorro             | LINEAR                | Juno      | MPC                           |
| 118397     | 1999 RO45  | 8 set 1999  | Uccle               | T. Pauwels            | —         | MPC                           |
| 118398     | 1999 RO58  | 7 set 1999  | Socorro             | LINEAR                | —         | MPC                           |
| 118399     | 1999 RM61  | 7 set 1999  | Socorro             | LINEAR                | —         | MPC                           |
| 118400     | 1999 RB63  | 7 set 1999  | Socorro             | LINEAR                | —         | MPC                           |

## 118401–118500
| Designação     | Designação | Descoberta  | Descoberta          | Descobridor(es)       | Categoria | Mais informações / Referência |
| Permanente     | Provisória | Data        | Local               | Descobridor(es)       | Categoria | Mais informações / Referência |
| -------------- | ---------- | ----------- | ------------------- | --------------------- | --------- | ----------------------------- |
| 118401 LINEAR  | 1999 RE70  | 7 set 1999  | Socorro             | LINEAR                | —         | MPC                           |
| 118402         | 1999 RK78  | 7 set 1999  | Socorro             | LINEAR                | Ursula    | MPC                           |
| 118403         | 1999 RY92  | 7 set 1999  | Socorro             | LINEAR                | —         | MPC                           |
| 118404         | 1999 RC93  | 7 set 1999  | Socorro             | LINEAR                | Brangane  | MPC                           |
| 118405         | 1999 RM104 | 8 set 1999  | Socorro             | LINEAR                | —         | MPC                           |
| 118406         | 1999 RM168 | 9 set 1999  | Socorro             | LINEAR                | —         | MPC                           |
| 118407         | 1999 RA201 | 8 set 1999  | Socorro             | LINEAR                | —         | MPC                           |
| 118408         | 1999 RV220 | 5 set 1999  | Catalina            | CSS                   | —         | MPC                           |
| 118409         | 1999 RB234 | 8 set 1999  | Catalina            | CSS                   | —         | MPC                           |
| 118410         | 1999 RD239 | 8 set 1999  | Catalina            | CSS                   | —         | MPC                           |
| 118411         | 1999 RV251 | 6 set 1999  | Catalina            | CSS                   | Juno      | MPC                           |
| 118412         | 1999 RG253 | 8 set 1999  | Kitt Peak           | Spacewatch            | —         | MPC                           |
| 118413         | 1999 SP1   | 19 set 1999 | Ondřejov            | L. Kotková            | —         | MPC                           |
| 118414         | 1999 SU10  | 30 set 1999 | Catalina            | CSS                   | —         | MPC                           |
| 118415         | 1999 SV19  | 30 set 1999 | Socorro             | LINEAR                | —         | MPC                           |
| 118416         | 1999 TD9   | 7 out 1999  | Višnjan Observatory | K. Korlević, M. Jurić | —         | MPC                           |
| 118417         | 1999 TW12  | 10 out 1999 | Fountain Hills      | C. W. Juels           | —         | MPC                           |
| 118418 Yangmei | 1999 TP18  | 14 out 1999 | Xinglong            | SCAP                  | —         | MPC                           |
| 118419         | 1999 TK53  | 6 out 1999  | Kitt Peak           | Spacewatch            | Ursula    | MPC                           |
| 118420         | 1999 TF59  | 7 out 1999  | Kitt Peak           | Spacewatch            | —         | MPC                           |
| 118421         | 1999 TM65  | 8 out 1999  | Kitt Peak           | Spacewatch            | —         | MPC                           |
| 118422         | 1999 TU71  | 9 out 1999  | Kitt Peak           | Spacewatch            | —         | MPC                           |
| 118423         | 1999 TJ84  | 13 out 1999 | Kitt Peak           | Spacewatch            | —         | MPC                           |
| 118424         | 1999 TL111 | 4 out 1999  | Socorro             | LINEAR                | Ursula    | MPC                           |
| 118425         | 1999 TG114 | 4 out 1999  | Socorro             | LINEAR                | —         | MPC                           |
| 118426         | 1999 TX136 | 6 out 1999  | Socorro             | LINEAR                | Ursula    | MPC                           |
| 118427         | 1999 TM148 | 7 out 1999  | Socorro             | LINEAR                | —         | MPC                           |
| 118428         | 1999 TG157 | 9 out 1999  | Socorro             | LINEAR                | Flora     | MPC                           |
| 118429         | 1999 TE163 | 9 out 1999  | Socorro             | LINEAR                | —         | MPC                           |
| 118430         | 1999 TZ171 | 10 out 1999 | Socorro             | LINEAR                | —         | MPC                           |
| 118431         | 1999 TD187 | 12 out 1999 | Socorro             | LINEAR                | —         | MPC                           |
| 118432         | 1999 TL214 | 15 out 1999 | Socorro             | LINEAR                | —         | MPC                           |
| 118433         | 1999 TN235 | 3 out 1999  | Catalina            | CSS                   | Ursula    | MPC                           |
| 118434         | 1999 TY250 | 5 out 1999  | Socorro             | LINEAR                | —         | MPC                           |
| 118435         | 1999 TK273 | 5 out 1999  | Socorro             | LINEAR                | —         | MPC                           |
| 118436         | 1999 TU275 | 6 out 1999  | Socorro             | LINEAR                | —         | MPC                           |
| 118437         | 1999 TB285 | 9 out 1999  | Socorro             | LINEAR                | —         | MPC                           |
| 118438         | 1999 UK17  | 29 out 1999 | Kitt Peak           | Spacewatch            | Brangane  | MPC                           |
| 118439         | 1999 UT20  | 31 out 1999 | Kitt Peak           | Spacewatch            | —         | MPC                           |
| 118440         | 1999 UM37  | 16 out 1999 | Kitt Peak           | Spacewatch            | —         | MPC                           |
| 118441         | 1999 UP39  | 31 out 1999 | Kitt Peak           | Spacewatch            | —         | MPC                           |
| 118442         | 1999 UM54  | 19 out 1999 | Kitt Peak           | Spacewatch            | —         | MPC                           |
| 118443         | 1999 UZ62  | 28 out 1999 | Catalina            | CSS                   | —         | MPC                           |
| 118444         | 1999 VK20  | 11 nov 1999 | Fountain Hills      | C. W. Juels           | —         | MPC                           |
| 118445         | 1999 VH29  | 3 nov 1999  | Socorro             | LINEAR                | —         | MPC                           |
| 118446         | 1999 VK69  | 4 nov 1999  | Socorro             | LINEAR                | —         | MPC                           |
| 118447         | 1999 VM81  | 5 nov 1999  | Socorro             | LINEAR                | —         | MPC                           |
| 118448         | 1999 VH93  | 9 nov 1999  | Socorro             | LINEAR                | Ursula    | MPC                           |
| 118449         | 1999 VY94  | 9 nov 1999  | Socorro             | LINEAR                | —         | MPC                           |
| 118450         | 1999 VV116 | 5 nov 1999  | Kitt Peak           | Spacewatch            | —         | MPC                           |
| 118451         | 1999 VX124 | 9 nov 1999  | Socorro             | LINEAR                | —         | MPC                           |
| 118452         | 1999 VH127 | 9 nov 1999  | Kitt Peak           | Spacewatch            | —         | MPC                           |
| 118453         | 1999 VP159 | 14 nov 1999 | Socorro             | LINEAR                | —         | MPC                           |
| 118454         | 1999 VU159 | 14 nov 1999 | Socorro             | LINEAR                | —         | MPC                           |
| 118455         | 1999 VP191 | 12 nov 1999 | Socorro             | LINEAR                | —         | MPC                           |
| 118456         | 1999 VO205 | 10 nov 1999 | Anderson Mesa       | LONEOS                | —         | MPC                           |
| 118457         | 1999 WP6   | 28 nov 1999 | Višnjan Observatory | K. Korlević           | —         | MPC                           |
| 118458         | 1999 WY11  | 28 nov 1999 | Kitt Peak           | Spacewatch            | —         | MPC                           |
| 118459         | 1999 XB6   | 4 dez 1999  | Catalina            | CSS                   | —         | MPC                           |
| 118460         | 1999 XM6   | 4 dez 1999  | Catalina            | CSS                   | —         | MPC                           |
| 118461         | 1999 XJ10  | 5 dez 1999  | Catalina            | CSS                   | —         | MPC                           |
| 118462         | 1999 XQ24  | 6 dez 1999  | Socorro             | LINEAR                | —         | MPC                           |
| 118463         | 1999 XZ48  | 7 dez 1999  | Socorro             | LINEAR                | —         | MPC                           |
| 118464         | 1999 XE61  | 7 dez 1999  | Socorro             | LINEAR                | Ursula    | MPC                           |
| 118465         | 1999 XR70  | 7 dez 1999  | Socorro             | LINEAR                | —         | MPC                           |
| 118466         | 1999 XK110 | 4 dez 1999  | Catalina            | CSS                   | —         | MPC                           |
| 118467         | 1999 XO123 | 7 dez 1999  | Catalina            | CSS                   | —         | MPC                           |
| 118468         | 1999 XT216 | 13 dez 1999 | Kitt Peak           | Spacewatch            | —         | MPC                           |
| 118469         | 1999 XW226 | 15 dez 1999 | Kitt Peak           | Spacewatch            | —         | MPC                           |
| 118470         | 2000 AG4   | 3 jan 2000  | Socorro             | LINEAR                | —         | MPC                           |
| 118471         | 2000 AF15  | 3 jan 2000  | Socorro             | LINEAR                | —         | MPC                           |
| 118472         | 2000 AJ31  | 3 jan 2000  | Socorro             | LINEAR                | —         | MPC                           |
| 118473         | 2000 AO34  | 3 jan 2000  | Socorro             | LINEAR                | —         | MPC                           |
| 118474         | 2000 AH41  | 3 jan 2000  | Socorro             | LINEAR                | —         | MPC                           |
| 118475         | 2000 AJ127 | 5 jan 2000  | Socorro             | LINEAR                | —         | MPC                           |
| 118476         | 2000 AF163 | 5 jan 2000  | Socorro             | LINEAR                | —         | MPC                           |
| 118477         | 2000 AQ168 | 12 jan 2000 | Prescott            | P. G. Comba           | —         | MPC                           |
| 118478         | 2000 AD211 | 5 jan 2000  | Kitt Peak           | Spacewatch            | —         | MPC                           |
| 118479         | 2000 AM238 | 6 jan 2000  | Socorro             | LINEAR                | —         | MPC                           |
| 118480         | 2000 BG10  | 26 jan 2000 | Kitt Peak           | Spacewatch            | —         | MPC                           |
| 118481         | 2000 BK32  | 28 jan 2000 | Kitt Peak           | Spacewatch            | —         | MPC                           |
| 118482         | 2000 BT51  | 30 jan 2000 | Catalina            | CSS                   | —         | MPC                           |
| 118483         | 2000 CJ16  | 2 fev 2000  | Socorro             | LINEAR                | —         | MPC                           |
| 118484         | 2000 CK20  | 2 fev 2000  | Socorro             | LINEAR                | —         | MPC                           |
| 118485         | 2000 CP27  | 2 fev 2000  | Socorro             | LINEAR                | —         | MPC                           |
| 118486         | 2000 CN30  | 2 fev 2000  | Socorro             | LINEAR                | —         | MPC                           |
| 118487         | 2000 CK31  | 2 fev 2000  | Socorro             | LINEAR                | —         | MPC                           |
| 118488         | 2000 CP37  | 3 fev 2000  | Socorro             | LINEAR                | —         | MPC                           |
| 118489         | 2000 CR40  | 1 fev 2000  | Catalina            | CSS                   | —         | MPC                           |
| 118490         | 2000 CN54  | 2 fev 2000  | Socorro             | LINEAR                | —         | MPC                           |
| 118491         | 2000 CC88  | 4 fev 2000  | Socorro             | LINEAR                | —         | MPC                           |
| 118492         | 2000 CK98  | 7 fev 2000  | Kitt Peak           | Spacewatch            | —         | MPC                           |
| 118493         | 2000 DH3   | 27 fev 2000 | Višnjan Observatory | K. Korlević, M. Jurić | —         | MPC                           |
| 118494         | 2000 DP8   | 29 fev 2000 | Socorro             | LINEAR                | —         | MPC                           |
| 118495         | 2000 DV9   | 26 fev 2000 | Kitt Peak           | Spacewatch            | —         | MPC                           |
| 118496         | 2000 DA34  | 29 fev 2000 | Socorro             | LINEAR                | —         | MPC                           |
| 118497         | 2000 DB34  | 29 fev 2000 | Socorro             | LINEAR                | —         | MPC                           |
| 118498         | 2000 DD42  | 29 fev 2000 | Socorro             | LINEAR                | —         | MPC                           |
| 118499         | 2000 DM59  | 29 fev 2000 | Socorro             | LINEAR                | Mitidika  | MPC                           |
| 118500         | 2000 DH64  | 29 fev 2000 | Socorro             | LINEAR                | —         | MPC                           |

## 118501–118600
| Designação | Designação | Descoberta  | Descoberta          | Descobridor(es) | Categoria | Mais informações / Referência |
| Permanente | Provisória | Data        | Local               | Descobridor(es) | Categoria | Mais informações / Referência |
| ---------- | ---------- | ----------- | ------------------- | --------------- | --------- | ----------------------------- |
| 118501     | 2000 DO67  | 29 fev 2000 | Socorro             | LINEAR          | —         | MPC                           |
| 118502     | 2000 DV70  | 29 fev 2000 | Socorro             | LINEAR          | —         | MPC                           |
| 118503     | 2000 DA71  | 29 fev 2000 | Socorro             | LINEAR          | —         | MPC                           |
| 118504     | 2000 DS72  | 29 fev 2000 | Socorro             | LINEAR          | —         | MPC                           |
| 118505     | 2000 DL76  | 29 fev 2000 | Socorro             | LINEAR          | —         | MPC                           |
| 118506     | 2000 DX80  | 28 fev 2000 | Socorro             | LINEAR          | —         | MPC                           |
| 118507     | 2000 DV81  | 28 fev 2000 | Socorro             | LINEAR          | —         | MPC                           |
| 118508     | 2000 DW81  | 28 fev 2000 | Socorro             | LINEAR          | —         | MPC                           |
| 118509     | 2000 DA85  | 29 fev 2000 | Socorro             | LINEAR          | —         | MPC                           |
| 118510     | 2000 DC90  | 27 fev 2000 | Kitt Peak           | Spacewatch      | —         | MPC                           |
| 118511     | 2000 DR93  | 28 fev 2000 | Socorro             | LINEAR          | —         | MPC                           |
| 118512     | 2000 DR94  | 28 fev 2000 | Socorro             | LINEAR          | —         | MPC                           |
| 118513     | 2000 DD97  | 29 fev 2000 | Socorro             | LINEAR          | —         | MPC                           |
| 118514     | 2000 DJ104 | 29 fev 2000 | Socorro             | LINEAR          | —         | MPC                           |
| 118515     | 2000 DF105 | 29 fev 2000 | Socorro             | LINEAR          | —         | MPC                           |
| 118516     | 2000 DP105 | 29 fev 2000 | Socorro             | LINEAR          | —         | MPC                           |
| 118517     | 2000 DM106 | 29 fev 2000 | Socorro             | LINEAR          | —         | MPC                           |
| 118518     | 2000 DO116 | 26 fev 2000 | Catalina            | CSS             | —         | MPC                           |
| 118519     | 2000 EY10  | 4 mar 2000  | Socorro             | LINEAR          | —         | MPC                           |
| 118520     | 2000 EU11  | 4 mar 2000  | Socorro             | LINEAR          | —         | MPC                           |
| 118521     | 2000 EO14  | 5 mar 2000  | Višnjan Observatory | K. Korlević     | —         | MPC                           |
| 118522     | 2000 EA16  | 3 mar 2000  | Kitt Peak           | Spacewatch      | Mitidika  | MPC                           |
| 118523     | 2000 EW22  | 3 mar 2000  | Kitt Peak           | Spacewatch      | —         | MPC                           |
| 118524     | 2000 EE24  | 8 mar 2000  | Kitt Peak           | Spacewatch      | —         | MPC                           |
| 118525     | 2000 ED30  | 5 mar 2000  | Socorro             | LINEAR          | —         | MPC                           |
| 118526     | 2000 EP30  | 5 mar 2000  | Socorro             | LINEAR          | —         | MPC                           |
| 118527     | 2000 EY33  | 5 mar 2000  | Socorro             | LINEAR          | —         | MPC                           |
| 118528     | 2000 EY39  | 8 mar 2000  | Socorro             | LINEAR          | Mitidika  | MPC                           |
| 118529     | 2000 EQ41  | 8 mar 2000  | Socorro             | LINEAR          | —         | MPC                           |
| 118530     | 2000 EW48  | 9 mar 2000  | Socorro             | LINEAR          | —         | MPC                           |
| 118531     | 2000 EH60  | 10 mar 2000 | Socorro             | LINEAR          | —         | MPC                           |
| 118532     | 2000 EJ61  | 10 mar 2000 | Socorro             | LINEAR          | —         | MPC                           |
| 118533     | 2000 EB69  | 10 mar 2000 | Socorro             | LINEAR          | —         | MPC                           |
| 118534     | 2000 ES69  | 10 mar 2000 | Socorro             | LINEAR          | —         | MPC                           |
| 118535     | 2000 EE70  | 10 mar 2000 | Socorro             | LINEAR          | —         | MPC                           |
| 118536     | 2000 EJ79  | 5 mar 2000  | Socorro             | LINEAR          | —         | MPC                           |
| 118537     | 2000 EQ80  | 5 mar 2000  | Socorro             | LINEAR          | —         | MPC                           |
| 118538     | 2000 ER86  | 8 mar 2000  | Socorro             | LINEAR          | —         | MPC                           |
| 118539     | 2000 EE87  | 8 mar 2000  | Socorro             | LINEAR          | —         | MPC                           |
| 118540     | 2000 ES90  | 9 mar 2000  | Socorro             | LINEAR          | —         | MPC                           |
| 118541     | 2000 EC96  | 11 mar 2000 | Socorro             | LINEAR          | —         | MPC                           |
| 118542     | 2000 EL113 | 9 mar 2000  | Kitt Peak           | Spacewatch      | —         | MPC                           |
| 118543     | 2000 EX120 | 11 mar 2000 | Anderson Mesa       | LONEOS          | —         | MPC                           |
| 118544     | 2000 EG121 | 11 mar 2000 | Anderson Mesa       | LONEOS          | —         | MPC                           |
| 118545     | 2000 EC124 | 11 mar 2000 | Socorro             | LINEAR          | —         | MPC                           |
| 118546     | 2000 ET132 | 11 mar 2000 | Socorro             | LINEAR          | —         | MPC                           |
| 118547     | 2000 EJ133 | 11 mar 2000 | Socorro             | LINEAR          | —         | MPC                           |
| 118548     | 2000 EV139 | 12 mar 2000 | Catalina            | CSS             | —         | MPC                           |
| 118549     | 2000 EG155 | 9 mar 2000  | Socorro             | LINEAR          | —         | MPC                           |
| 118550     | 2000 EC156 | 9 mar 2000  | Socorro             | LINEAR          | —         | MPC                           |
| 118551     | 2000 EX157 | 12 mar 2000 | Anderson Mesa       | LONEOS          | —         | MPC                           |
| 118552     | 2000 EZ164 | 3 mar 2000  | Socorro             | LINEAR          | —         | MPC                           |
| 118553     | 2000 EB171 | 5 mar 2000  | Socorro             | LINEAR          | —         | MPC                           |
| 118554     | 2000 EM175 | 2 mar 2000  | Catalina            | CSS             | —         | MPC                           |
| 118555     | 2000 FH4   | 27 mar 2000 | Kitt Peak           | Spacewatch      | —         | MPC                           |
| 118556     | 2000 FN17  | 29 mar 2000 | Socorro             | LINEAR          | —         | MPC                           |
| 118557     | 2000 FU28  | 27 mar 2000 | Anderson Mesa       | LONEOS          | —         | MPC                           |
| 118558     | 2000 FF30  | 27 mar 2000 | Anderson Mesa       | LONEOS          | —         | MPC                           |
| 118559     | 2000 FT37  | 29 mar 2000 | Socorro             | LINEAR          | —         | MPC                           |
| 118560     | 2000 FW44  | 29 mar 2000 | Socorro             | LINEAR          | —         | MPC                           |
| 118561     | 2000 FY44  | 29 mar 2000 | Socorro             | LINEAR          | —         | MPC                           |
| 118562     | 2000 FC47  | 29 mar 2000 | Socorro             | LINEAR          | —         | MPC                           |
| 118563     | 2000 FJ47  | 29 mar 2000 | Socorro             | LINEAR          | —         | MPC                           |
| 118564     | 2000 FO47  | 29 mar 2000 | Socorro             | LINEAR          | —         | MPC                           |
| 118565     | 2000 FZ54  | 30 mar 2000 | Kitt Peak           | Spacewatch      | —         | MPC                           |
| 118566     | 2000 FL58  | 27 mar 2000 | Anderson Mesa       | LONEOS          | —         | MPC                           |
| 118567     | 2000 FQ59  | 29 mar 2000 | Socorro             | LINEAR          | —         | MPC                           |
| 118568     | 2000 GD    | 1 abr 2000  | Kitt Peak           | Spacewatch      | Chloris   | MPC                           |
| 118569     | 2000 GF1   | 3 abr 2000  | Socorro             | LINEAR          | —         | MPC                           |
| 118570     | 2000 GP1   | 4 abr 2000  | Prescott            | P. G. Comba     | —         | MPC                           |
| 118571     | 2000 GB5   | 3 abr 2000  | Socorro             | LINEAR          | —         | MPC                           |
| 118572     | 2000 GR12  | 5 abr 2000  | Socorro             | LINEAR          | Mitidika  | MPC                           |
| 118573     | 2000 GY12  | 5 abr 2000  | Socorro             | LINEAR          | —         | MPC                           |
| 118574     | 2000 GL18  | 5 abr 2000  | Socorro             | LINEAR          | —         | MPC                           |
| 118575     | 2000 GL23  | 5 abr 2000  | Socorro             | LINEAR          | —         | MPC                           |
| 118576     | 2000 GK27  | 5 abr 2000  | Socorro             | LINEAR          | —         | MPC                           |
| 118577     | 2000 GM31  | 5 abr 2000  | Socorro             | LINEAR          | —         | MPC                           |
| 118578     | 2000 GL40  | 5 abr 2000  | Socorro             | LINEAR          | —         | MPC                           |
| 118579     | 2000 GX44  | 5 abr 2000  | Socorro             | LINEAR          | —         | MPC                           |
| 118580     | 2000 GA46  | 5 abr 2000  | Socorro             | LINEAR          | —         | MPC                           |
| 118581     | 2000 GO50  | 5 abr 2000  | Socorro             | LINEAR          | —         | MPC                           |
| 118582     | 2000 GG52  | 5 abr 2000  | Socorro             | LINEAR          | —         | MPC                           |
| 118583     | 2000 GU54  | 5 abr 2000  | Socorro             | LINEAR          | —         | MPC                           |
| 118584     | 2000 GE58  | 5 abr 2000  | Socorro             | LINEAR          | —         | MPC                           |
| 118585     | 2000 GR60  | 5 abr 2000  | Socorro             | LINEAR          | —         | MPC                           |
| 118586     | 2000 GK65  | 5 abr 2000  | Socorro             | LINEAR          | —         | MPC                           |
| 118587     | 2000 GM68  | 5 abr 2000  | Socorro             | LINEAR          | Mitidika  | MPC                           |
| 118588     | 2000 GL69  | 5 abr 2000  | Socorro             | LINEAR          | —         | MPC                           |
| 118589     | 2000 GA71  | 5 abr 2000  | Socorro             | LINEAR          | —         | MPC                           |
| 118590     | 2000 GR72  | 5 abr 2000  | Socorro             | LINEAR          | Chloris   | MPC                           |
| 118591     | 2000 GD76  | 5 abr 2000  | Socorro             | LINEAR          | —         | MPC                           |
| 118592     | 2000 GF76  | 5 abr 2000  | Socorro             | LINEAR          | —         | MPC                           |
| 118593     | 2000 GQ76  | 5 abr 2000  | Socorro             | LINEAR          | —         | MPC                           |
| 118594     | 2000 GZ89  | 4 abr 2000  | Socorro             | LINEAR          | —         | MPC                           |
| 118595     | 2000 GZ91  | 4 abr 2000  | Socorro             | LINEAR          | —         | MPC                           |
| 118596     | 2000 GD93  | 5 abr 2000  | Socorro             | LINEAR          | —         | MPC                           |
| 118597     | 2000 GE97  | 7 abr 2000  | Socorro             | LINEAR          | —         | MPC                           |
| 118598     | 2000 GK101 | 7 abr 2000  | Socorro             | LINEAR          | —         | MPC                           |
| 118599     | 2000 GZ103 | 7 abr 2000  | Socorro             | LINEAR          | —         | MPC                           |
| 118600     | 2000 GD106 | 7 abr 2000  | Socorro             | LINEAR          | —         | MPC                           |

## 118601–118700
| Designação | Designação | Descoberta  | Descoberta    | Descobridor(es) | Categoria | Mais informações / Referência |
| Permanente | Provisória | Data        | Local         | Descobridor(es) | Categoria | Mais informações / Referência |
| ---------- | ---------- | ----------- | ------------- | --------------- | --------- | ----------------------------- |
| 118601     | 2000 GJ107 | 7 abr 2000  | Socorro       | LINEAR          | —         | MPC                           |
| 118602     | 2000 GQ111 | 3 abr 2000  | Anderson Mesa | LONEOS          | —         | MPC                           |
| 118603     | 2000 GU111 | 3 abr 2000  | Anderson Mesa | LONEOS          | —         | MPC                           |
| 118604     | 2000 GL114 | 7 abr 2000  | Socorro       | LINEAR          | —         | MPC                           |
| 118605     | 2000 GR116 | 2 abr 2000  | Kitt Peak     | Spacewatch      | —         | MPC                           |
| 118606     | 2000 GG120 | 5 abr 2000  | Kitt Peak     | Spacewatch      | —         | MPC                           |
| 118607     | 2000 GG130 | 5 abr 2000  | Kitt Peak     | Spacewatch      | —         | MPC                           |
| 118608     | 2000 GQ134 | 8 abr 2000  | Socorro       | LINEAR          | —         | MPC                           |
| 118609     | 2000 GZ137 | 4 abr 2000  | Anderson Mesa | LONEOS          | —         | MPC                           |
| 118610     | 2000 GC143 | 7 abr 2000  | Anderson Mesa | LONEOS          | —         | MPC                           |
| 118611     | 2000 GG143 | 7 abr 2000  | Anderson Mesa | LONEOS          | —         | MPC                           |
| 118612     | 2000 GU143 | 7 abr 2000  | Anderson Mesa | LONEOS          | —         | MPC                           |
| 118613     | 2000 GE150 | 5 abr 2000  | Socorro       | LINEAR          | —         | MPC                           |
| 118614     | 2000 GZ150 | 5 abr 2000  | Socorro       | LINEAR          | —         | MPC                           |
| 118615     | 2000 GT159 | 7 abr 2000  | Socorro       | LINEAR          | —         | MPC                           |
| 118616     | 2000 GV159 | 7 abr 2000  | Socorro       | LINEAR          | —         | MPC                           |
| 118617     | 2000 GP162 | 8 abr 2000  | Socorro       | LINEAR          | —         | MPC                           |
| 118618     | 2000 HB8   | 27 abr 2000 | Socorro       | LINEAR          | —         | MPC                           |
| 118619     | 2000 HR9   | 27 abr 2000 | Socorro       | LINEAR          | —         | MPC                           |
| 118620     | 2000 HR13  | 28 abr 2000 | Socorro       | LINEAR          | —         | MPC                           |
| 118621     | 2000 HK16  | 24 abr 2000 | Kitt Peak     | Spacewatch      | —         | MPC                           |
| 118622     | 2000 HZ19  | 27 abr 2000 | Kitt Peak     | Spacewatch      | —         | MPC                           |
| 118623     | 2000 HJ22  | 29 abr 2000 | Socorro       | LINEAR          | Mitidika  | MPC                           |
| 118624     | 2000 HR24  | 24 abr 2000 | Anderson Mesa | LONEOS          | —         | MPC                           |
| 118625     | 2000 HF28  | 28 abr 2000 | Socorro       | LINEAR          | —         | MPC                           |
| 118626     | 2000 HJ29  | 28 abr 2000 | Socorro       | LINEAR          | —         | MPC                           |
| 118627     | 2000 HE36  | 28 abr 2000 | Socorro       | LINEAR          | —         | MPC                           |
| 118628     | 2000 HW40  | 28 abr 2000 | Socorro       | LINEAR          | —         | MPC                           |
| 118629     | 2000 HC42  | 29 abr 2000 | Socorro       | LINEAR          | Mitidika  | MPC                           |
| 118630     | 2000 HA47  | 29 abr 2000 | Socorro       | LINEAR          | —         | MPC                           |
| 118631     | 2000 HB48  | 29 abr 2000 | Socorro       | LINEAR          | —         | MPC                           |
| 118632     | 2000 HR48  | 29 abr 2000 | Socorro       | LINEAR          | —         | MPC                           |
| 118633     | 2000 HM57  | 24 abr 2000 | Anderson Mesa | LONEOS          | —         | MPC                           |
| 118634     | 2000 HA58  | 24 abr 2000 | Kitt Peak     | Spacewatch      | —         | MPC                           |
| 118635     | 2000 HE60  | 25 abr 2000 | Anderson Mesa | LONEOS          | —         | MPC                           |
| 118636     | 2000 HW64  | 26 abr 2000 | Anderson Mesa | LONEOS          | —         | MPC                           |
| 118637     | 2000 HD66  | 26 abr 2000 | Anderson Mesa | LONEOS          | —         | MPC                           |
| 118638     | 2000 HR71  | 25 abr 2000 | Anderson Mesa | LONEOS          | —         | MPC                           |
| 118639     | 2000 HM73  | 27 abr 2000 | Anderson Mesa | LONEOS          | —         | MPC                           |
| 118640     | 2000 HP94  | 29 abr 2000 | Socorro       | LINEAR          | —         | MPC                           |
| 118641     | 2000 HU95  | 28 abr 2000 | Socorro       | LINEAR          | —         | MPC                           |
| 118642     | 2000 HG102 | 25 abr 2000 | Kitt Peak     | Spacewatch      | —         | MPC                           |
| 118643     | 2000 JR1   | 1 mai 2000  | Socorro       | LINEAR          | —         | MPC                           |
| 118644     | 2000 JR5   | 1 mai 2000  | Socorro       | LINEAR          | —         | MPC                           |
| 118645     | 2000 JC14  | 6 mai 2000  | Socorro       | LINEAR          | —         | MPC                           |
| 118646     | 2000 JL26  | 7 mai 2000  | Socorro       | LINEAR          | —         | MPC                           |
| 118647     | 2000 JX29  | 7 mai 2000  | Socorro       | LINEAR          | —         | MPC                           |
| 118648     | 2000 JF31  | 7 mai 2000  | Socorro       | LINEAR          | —         | MPC                           |
| 118649     | 2000 JM32  | 7 mai 2000  | Socorro       | LINEAR          | —         | MPC                           |
| 118650     | 2000 JQ33  | 7 mai 2000  | Socorro       | LINEAR          | —         | MPC                           |
| 118651     | 2000 JV33  | 7 mai 2000  | Socorro       | LINEAR          | —         | MPC                           |
| 118652     | 2000 JM36  | 7 mai 2000  | Socorro       | LINEAR          | —         | MPC                           |
| 118653     | 2000 JU36  | 7 mai 2000  | Socorro       | LINEAR          | —         | MPC                           |
| 118654     | 2000 JE38  | 7 mai 2000  | Socorro       | LINEAR          | Mitidika  | MPC                           |
| 118655     | 2000 JB40  | 7 mai 2000  | Socorro       | LINEAR          | —         | MPC                           |
| 118656     | 2000 JR40  | 5 mai 2000  | Socorro       | LINEAR          | —         | MPC                           |
| 118657     | 2000 JA57  | 6 mai 2000  | Socorro       | LINEAR          | Pallas    | MPC                           |
| 118658     | 2000 JO58  | 6 mai 2000  | Socorro       | LINEAR          | —         | MPC                           |
| 118659     | 2000 JH77  | 7 mai 2000  | Socorro       | LINEAR          | Mitidika  | MPC                           |
| 118660     | 2000 JK77  | 7 mai 2000  | Socorro       | LINEAR          | —         | MPC                           |
| 118661     | 2000 KL6   | 27 mai 2000 | Socorro       | LINEAR          | —         | MPC                           |
| 118662     | 2000 KD11  | 28 mai 2000 | Socorro       | LINEAR          | —         | MPC                           |
| 118663     | 2000 KK11  | 28 mai 2000 | Socorro       | LINEAR          | —         | MPC                           |
| 118664     | 2000 KP15  | 28 mai 2000 | Socorro       | LINEAR          | —         | MPC                           |
| 118665     | 2000 KE34  | 27 mai 2000 | Socorro       | LINEAR          | —         | MPC                           |
| 118666     | 2000 KZ34  | 27 mai 2000 | Socorro       | LINEAR          | —         | MPC                           |
| 118667     | 2000 KA40  | 25 mai 2000 | Kitt Peak     | Spacewatch      | —         | MPC                           |
| 118668     | 2000 KS43  | 31 mai 2000 | Kitt Peak     | Spacewatch      | —         | MPC                           |
| 118669     | 2000 KO54  | 27 mai 2000 | Anderson Mesa | LONEOS          | Phocaea   | MPC                           |
| 118670     | 2000 KP55  | 27 mai 2000 | Socorro       | LINEAR          | —         | MPC                           |
| 118671     | 2000 KL63  | 26 mai 2000 | Anderson Mesa | LONEOS          | —         | MPC                           |
| 118672     | 2000 KS63  | 26 mai 2000 | Anderson Mesa | LONEOS          | —         | MPC                           |
| 118673     | 2000 KU68  | 29 mai 2000 | Kitt Peak     | Spacewatch      | —         | MPC                           |
| 118674     | 2000 KD78  | 27 mai 2000 | Socorro       | LINEAR          | —         | MPC                           |
| 118675     | 2000 KW81  | 24 mai 2000 | Anderson Mesa | LONEOS          | —         | MPC                           |
| 118676     | 2000 LS17  | 7 jun 2000  | Socorro       | LINEAR          | —         | MPC                           |
| 118677     | 2000 LG19  | 8 jun 2000  | Socorro       | LINEAR          | —         | MPC                           |
| 118678     | 2000 LH22  | 6 jun 2000  | Kitt Peak     | Spacewatch      | —         | MPC                           |
| 118679     | 2000 LE35  | 1 jun 2000  | Haleakalā     | NEAT            | Phocaea   | MPC                           |
| 118680     | 2000 LQ35  | 1 jun 2000  | Anderson Mesa | LONEOS          | —         | MPC                           |
| 118681     | 2000 NJ1   | 3 jul 2000  | Kitt Peak     | Spacewatch      | —         | MPC                           |
| 118682     | 2000 NJ3   | 7 jul 2000  | Farpoint      | Farpoint Obs.   | —         | MPC                           |
| 118683     | 2000 NE11  | 12 jul 2000 | Ondřejov      | P. Kušnirák     | —         | MPC                           |
| 118684     | 2000 NX14  | 5 jul 2000  | Anderson Mesa | LONEOS          | —         | MPC                           |
| 118685     | 2000 NV15  | 5 jul 2000  | Anderson Mesa | LONEOS          | —         | MPC                           |
| 118686     | 2000 NA20  | 5 jul 2000  | Anderson Mesa | LONEOS          | —         | MPC                           |
| 118687     | 2000 NF22  | 7 jul 2000  | Socorro       | LINEAR          | Mitidika  | MPC                           |
| 118688     | 2000 NJ22  | 7 jul 2000  | Socorro       | LINEAR          | —         | MPC                           |
| 118689     | 2000 NG23  | 5 jul 2000  | Anderson Mesa | LONEOS          | —         | MPC                           |
| 118690     | 2000 OO20  | 30 jul 2000 | Socorro       | LINEAR          | —         | MPC                           |
| 118691     | 2000 OJ23  | 23 jul 2000 | Socorro       | LINEAR          | —         | MPC                           |
| 118692     | 2000 OS28  | 30 jul 2000 | Socorro       | LINEAR          | —         | MPC                           |
| 118693     | 2000 OL31  | 30 jul 2000 | Socorro       | LINEAR          | —         | MPC                           |
| 118694     | 2000 OG42  | 30 jul 2000 | Socorro       | LINEAR          | —         | MPC                           |
| 118695     | 2000 OW44  | 30 jul 2000 | Socorro       | LINEAR          | —         | MPC                           |
| 118696     | 2000 OA46  | 30 jul 2000 | Socorro       | LINEAR          | —         | MPC                           |
| 118697     | 2000 OL47  | 31 jul 2000 | Socorro       | LINEAR          | —         | MPC                           |
| 118698     | 2000 OY51  | 28 jul 2000 | Cerro Paranal | B. Gladman      | Vesta     | MPC                           |
| 118699     | 2000 OK53  | 30 jul 2000 | Socorro       | LINEAR          | —         | MPC                           |
| 118700     | 2000 OQ53  | 30 jul 2000 | Socorro       | LINEAR          | —         | MPC                           |

## 118701–118800
| Designação | Designação | Descoberta  | Descoberta          | Descobridor(es)        | Categoria | Mais informações / Referência |
| Permanente | Provisória | Data        | Local               | Descobridor(es)        | Categoria | Mais informações / Referência |
| ---------- | ---------- | ----------- | ------------------- | ---------------------- | --------- | ----------------------------- |
| 118701     | 2000 OW59  | 29 jul 2000 | Anderson Mesa       | LONEOS                 | —         | MPC                           |
| 118702     | 2000 OM67  | 31 jul 2000 | Cerro Tololo        | M. W. Buie, S. D. Kern | —         | MPC                           |
| 118703     | 2000 PJ8   | 4 ago 2000  | Socorro             | LINEAR                 | —         | MPC                           |
| 118704     | 2000 PK10  | 1 ago 2000  | Socorro             | LINEAR                 | —         | MPC                           |
| 118705     | 2000 PJ16  | 1 ago 2000  | Socorro             | LINEAR                 | —         | MPC                           |
| 118706     | 2000 PL17  | 1 ago 2000  | Socorro             | LINEAR                 | —         | MPC                           |
| 118707     | 2000 PC20  | 1 ago 2000  | Socorro             | LINEAR                 | —         | MPC                           |
| 118708     | 2000 PO21  | 1 ago 2000  | Socorro             | LINEAR                 | —         | MPC                           |
| 118709     | 2000 QS5   | 24 ago 2000 | Socorro             | LINEAR                 | —         | MPC                           |
| 118710     | 2000 QN12  | 24 ago 2000 | Socorro             | LINEAR                 | —         | MPC                           |
| 118711     | 2000 QT15  | 24 ago 2000 | Socorro             | LINEAR                 | —         | MPC                           |
| 118712     | 2000 QU16  | 24 ago 2000 | Socorro             | LINEAR                 | —         | MPC                           |
| 118713     | 2000 QY22  | 25 ago 2000 | Socorro             | LINEAR                 | —         | MPC                           |
| 118714     | 2000 QF27  | 24 ago 2000 | Socorro             | LINEAR                 | —         | MPC                           |
| 118715     | 2000 QW35  | 24 ago 2000 | Socorro             | LINEAR                 | —         | MPC                           |
| 118716     | 2000 QR46  | 24 ago 2000 | Socorro             | LINEAR                 | —         | MPC                           |
| 118717     | 2000 QK48  | 24 ago 2000 | Socorro             | LINEAR                 | —         | MPC                           |
| 118718     | 2000 QT49  | 24 ago 2000 | Socorro             | LINEAR                 | —         | MPC                           |
| 118719     | 2000 QK55  | 25 ago 2000 | Socorro             | LINEAR                 | —         | MPC                           |
| 118720     | 2000 QB58  | 26 ago 2000 | Socorro             | LINEAR                 | —         | MPC                           |
| 118721     | 2000 QM63  | 28 ago 2000 | Socorro             | LINEAR                 | —         | MPC                           |
| 118722     | 2000 QV64  | 28 ago 2000 | Socorro             | LINEAR                 | —         | MPC                           |
| 118723     | 2000 QC79  | 24 ago 2000 | Socorro             | LINEAR                 | —         | MPC                           |
| 118724     | 2000 QF79  | 24 ago 2000 | Socorro             | LINEAR                 | —         | MPC                           |
| 118725     | 2000 QD82  | 24 ago 2000 | Socorro             | LINEAR                 | —         | MPC                           |
| 118726     | 2000 QO85  | 25 ago 2000 | Socorro             | LINEAR                 | —         | MPC                           |
| 118727     | 2000 QS89  | 25 ago 2000 | Socorro             | LINEAR                 | —         | MPC                           |
| 118728     | 2000 QN93  | 26 ago 2000 | Socorro             | LINEAR                 | —         | MPC                           |
| 118729     | 2000 QC95  | 26 ago 2000 | Socorro             | LINEAR                 | —         | MPC                           |
| 118730     | 2000 QL100 | 28 ago 2000 | Socorro             | LINEAR                 | —         | MPC                           |
| 118731     | 2000 QX115 | 26 ago 2000 | Socorro             | LINEAR                 | —         | MPC                           |
| 118732     | 2000 QY123 | 25 ago 2000 | Socorro             | LINEAR                 | —         | MPC                           |
| 118733     | 2000 QN125 | 31 ago 2000 | Socorro             | LINEAR                 | —         | MPC                           |
| 118734     | 2000 QO126 | 31 ago 2000 | Socorro             | LINEAR                 | —         | MPC                           |
| 118735     | 2000 QM129 | 30 ago 2000 | Višnjan Observatory | K. Korlević            | —         | MPC                           |
| 118736     | 2000 QF132 | 26 ago 2000 | Socorro             | LINEAR                 | —         | MPC                           |
| 118737     | 2000 QZ132 | 26 ago 2000 | Socorro             | LINEAR                 | —         | MPC                           |
| 118738     | 2000 QF134 | 26 ago 2000 | Socorro             | LINEAR                 | —         | MPC                           |
| 118739     | 2000 QO135 | 26 ago 2000 | Socorro             | LINEAR                 | —         | MPC                           |
| 118740     | 2000 QN137 | 31 ago 2000 | Socorro             | LINEAR                 | —         | MPC                           |
| 118741     | 2000 QH141 | 31 ago 2000 | Socorro             | LINEAR                 | —         | MPC                           |
| 118742     | 2000 QA145 | 31 ago 2000 | Socorro             | LINEAR                 | —         | MPC                           |
| 118743     | 2000 QV146 | 31 ago 2000 | Socorro             | LINEAR                 | —         | MPC                           |
| 118744     | 2000 QA155 | 31 ago 2000 | Socorro             | LINEAR                 | —         | MPC                           |
| 118745     | 2000 QU155 | 31 ago 2000 | Socorro             | LINEAR                 | —         | MPC                           |
| 118746     | 2000 QS156 | 31 ago 2000 | Socorro             | LINEAR                 | —         | MPC                           |
| 118747     | 2000 QB162 | 31 ago 2000 | Socorro             | LINEAR                 | —         | MPC                           |
| 118748     | 2000 QE164 | 31 ago 2000 | Socorro             | LINEAR                 | —         | MPC                           |
| 118749     | 2000 QD171 | 31 ago 2000 | Socorro             | LINEAR                 | —         | MPC                           |
| 118750     | 2000 QY171 | 31 ago 2000 | Socorro             | LINEAR                 | —         | MPC                           |
| 118751     | 2000 QW178 | 31 ago 2000 | Socorro             | LINEAR                 | —         | MPC                           |
| 118752     | 2000 QQ186 | 26 ago 2000 | Socorro             | LINEAR                 | —         | MPC                           |
| 118753     | 2000 QP188 | 26 ago 2000 | Socorro             | LINEAR                 | —         | MPC                           |
| 118754     | 2000 QA192 | 26 ago 2000 | Socorro             | LINEAR                 | —         | MPC                           |
| 118755     | 2000 QT198 | 29 ago 2000 | Socorro             | LINEAR                 | —         | MPC                           |
| 118756     | 2000 QK200 | 29 ago 2000 | Socorro             | LINEAR                 | —         | MPC                           |
| 118757     | 2000 QE207 | 31 ago 2000 | Socorro             | LINEAR                 | —         | MPC                           |
| 118758     | 2000 QZ207 | 31 ago 2000 | Socorro             | LINEAR                 | Eos       | MPC                           |
| 118759     | 2000 QR213 | 31 ago 2000 | Socorro             | LINEAR                 | —         | MPC                           |
| 118760     | 2000 QU213 | 31 ago 2000 | Socorro             | LINEAR                 | Eos       | MPC                           |
| 118761     | 2000 QB220 | 21 ago 2000 | Anderson Mesa       | LONEOS                 | —         | MPC                           |
| 118762     | 2000 QM222 | 21 ago 2000 | Anderson Mesa       | LONEOS                 | —         | MPC                           |
| 118763     | 2000 QU222 | 21 ago 2000 | Anderson Mesa       | LONEOS                 | —         | MPC                           |
| 118764     | 2000 QC224 | 26 ago 2000 | Socorro             | LINEAR                 | —         | MPC                           |
| 118765     | 2000 QB225 | 29 ago 2000 | Socorro             | LINEAR                 | —         | MPC                           |
| 118766     | 2000 QQ229 | 31 ago 2000 | Socorro             | LINEAR                 | —         | MPC                           |
| 118767     | 2000 QG230 | 31 ago 2000 | Socorro             | LINEAR                 | —         | MPC                           |
| 118768     | 2000 QY233 | 25 ago 2000 | Cerro Tololo        | M. W. Buie             | —         | MPC                           |
| 118769     | 2000 QJ249 | 28 ago 2000 | Cerro Tololo        | M. W. Buie             | —         | MPC                           |
| 118770     | 2000 RY4   | 1 set 2000  | Socorro             | LINEAR                 | —         | MPC                           |
| 118771     | 2000 RY18  | 1 set 2000  | Socorro             | LINEAR                 | —         | MPC                           |
| 118772     | 2000 RL20  | 1 set 2000  | Socorro             | LINEAR                 | —         | MPC                           |
| 118773     | 2000 RH34  | 1 set 2000  | Socorro             | LINEAR                 | —         | MPC                           |
| 118774     | 2000 RH35  | 1 set 2000  | Socorro             | LINEAR                 | —         | MPC                           |
| 118775     | 2000 RR37  | 3 set 2000  | Socorro             | LINEAR                 | —         | MPC                           |
| 118776     | 2000 RB58  | 7 set 2000  | Kitt Peak           | Spacewatch             | —         | MPC                           |
| 118777     | 2000 RW59  | 7 set 2000  | Ondřejov            | P. Kušnirák            | —         | MPC                           |
| 118778     | 2000 RW62  | 2 set 2000  | Socorro             | LINEAR                 | Phocaea   | MPC                           |
| 118779     | 2000 RJ68  | 2 set 2000  | Socorro             | LINEAR                 | —         | MPC                           |
| 118780     | 2000 RM79  | 1 set 2000  | Socorro             | LINEAR                 | —         | MPC                           |
| 118781     | 2000 RN79  | 1 set 2000  | Socorro             | LINEAR                 | —         | MPC                           |
| 118782     | 2000 RP80  | 1 set 2000  | Socorro             | LINEAR                 | —         | MPC                           |
| 118783     | 2000 RJ81  | 1 set 2000  | Socorro             | LINEAR                 | —         | MPC                           |
| 118784     | 2000 RX85  | 2 set 2000  | Socorro             | LINEAR                 | —         | MPC                           |
| 118785     | 2000 RJ90  | 3 set 2000  | Socorro             | LINEAR                 | —         | MPC                           |
| 118786     | 2000 RJ98  | 5 set 2000  | Anderson Mesa       | LONEOS                 | —         | MPC                           |
| 118787     | 2000 RA99  | 5 set 2000  | Anderson Mesa       | LONEOS                 | —         | MPC                           |
| 118788     | 2000 RN99  | 5 set 2000  | Anderson Mesa       | LONEOS                 | —         | MPC                           |
| 118789     | 2000 RM101 | 5 set 2000  | Anderson Mesa       | LONEOS                 | —         | MPC                           |
| 118790     | 2000 RD104 | 6 set 2000  | Socorro             | LINEAR                 | Phocaea   | MPC                           |
| 118791     | 2000 SP6   | 21 set 2000 | Socorro             | LINEAR                 | —         | MPC                           |
| 118792     | 2000 SZ14  | 23 set 2000 | Socorro             | LINEAR                 | —         | MPC                           |
| 118793     | 2000 SV26  | 23 set 2000 | Socorro             | LINEAR                 | —         | MPC                           |
| 118794     | 2000 SJ28  | 23 set 2000 | Socorro             | LINEAR                 | —         | MPC                           |
| 118795     | 2000 SO29  | 24 set 2000 | Socorro             | LINEAR                 | —         | MPC                           |
| 118796     | 2000 SE30  | 24 set 2000 | Socorro             | LINEAR                 | —         | MPC                           |
| 118797     | 2000 SU31  | 24 set 2000 | Socorro             | LINEAR                 | —         | MPC                           |
| 118798     | 2000 SR32  | 24 set 2000 | Socorro             | LINEAR                 | —         | MPC                           |
| 118799     | 2000 SQ35  | 24 set 2000 | Socorro             | LINEAR                 | —         | MPC                           |
| 118800     | 2000 SC41  | 24 set 2000 | Socorro             | LINEAR                 | —         | MPC                           |

## 118801–118900
| Designação | Designação | Descoberta  | Descoberta    | Descobridor(es)        | Categoria | Mais informações / Referência |
| Permanente | Provisória | Data        | Local         | Descobridor(es)        | Categoria | Mais informações / Referência |
| ---------- | ---------- | ----------- | ------------- | ---------------------- | --------- | ----------------------------- |
| 118801     | 2000 SY43  | 23 set 2000 | Socorro       | LINEAR                 | —         | MPC                           |
| 118802     | 2000 SG47  | 23 set 2000 | Socorro       | LINEAR                 | —         | MPC                           |
| 118803     | 2000 SC48  | 23 set 2000 | Socorro       | LINEAR                 | —         | MPC                           |
| 118804     | 2000 SN54  | 24 set 2000 | Socorro       | LINEAR                 | —         | MPC                           |
| 118805     | 2000 SB56  | 24 set 2000 | Socorro       | LINEAR                 | —         | MPC                           |
| 118806     | 2000 SO57  | 24 set 2000 | Socorro       | LINEAR                 | —         | MPC                           |
| 118807     | 2000 SC58  | 24 set 2000 | Socorro       | LINEAR                 | —         | MPC                           |
| 118808     | 2000 SZ59  | 24 set 2000 | Socorro       | LINEAR                 | —         | MPC                           |
| 118809     | 2000 SE65  | 24 set 2000 | Socorro       | LINEAR                 | —         | MPC                           |
| 118810     | 2000 SD69  | 24 set 2000 | Socorro       | LINEAR                 | —         | MPC                           |
| 118811     | 2000 SS73  | 24 set 2000 | Socorro       | LINEAR                 | —         | MPC                           |
| 118812     | 2000 SG80  | 24 set 2000 | Socorro       | LINEAR                 | —         | MPC                           |
| 118813     | 2000 ST80  | 24 set 2000 | Socorro       | LINEAR                 | —         | MPC                           |
| 118814     | 2000 SB97  | 23 set 2000 | Socorro       | LINEAR                 | —         | MPC                           |
| 118815     | 2000 SM108 | 24 set 2000 | Socorro       | LINEAR                 | —         | MPC                           |
| 118816     | 2000 SA109 | 24 set 2000 | Socorro       | LINEAR                 | —         | MPC                           |
| 118817     | 2000 SC119 | 24 set 2000 | Socorro       | LINEAR                 | —         | MPC                           |
| 118818     | 2000 SJ119 | 24 set 2000 | Socorro       | LINEAR                 | —         | MPC                           |
| 118819     | 2000 SW129 | 22 set 2000 | Socorro       | LINEAR                 | —         | MPC                           |
| 118820     | 2000 SO131 | 22 set 2000 | Socorro       | LINEAR                 | —         | MPC                           |
| 118821     | 2000 SM137 | 23 set 2000 | Socorro       | LINEAR                 | —         | MPC                           |
| 118822     | 2000 SP137 | 23 set 2000 | Socorro       | LINEAR                 | —         | MPC                           |
| 118823     | 2000 SH139 | 23 set 2000 | Socorro       | LINEAR                 | Maria     | MPC                           |
| 118824     | 2000 SY142 | 23 set 2000 | Socorro       | LINEAR                 | —         | MPC                           |
| 118825     | 2000 SY153 | 24 set 2000 | Socorro       | LINEAR                 | —         | MPC                           |
| 118826     | 2000 SV154 | 24 set 2000 | Socorro       | LINEAR                 | —         | MPC                           |
| 118827     | 2000 SY159 | 22 set 2000 | Socorro       | LINEAR                 | —         | MPC                           |
| 118828     | 2000 SF163 | 29 set 2000 | Ondřejov      | P. Kušnirák, P. Pravec | —         | MPC                           |
| 118829     | 2000 SJ163 | 30 set 2000 | Ondřejov      | P. Pravec, P. Kušnirák | —         | MPC                           |
| 118830     | 2000 SS169 | 24 set 2000 | Socorro       | LINEAR                 | —         | MPC                           |
| 118831     | 2000 SX171 | 27 set 2000 | Socorro       | LINEAR                 | —         | MPC                           |
| 118832     | 2000 SF174 | 28 set 2000 | Socorro       | LINEAR                 | —         | MPC                           |
| 118833     | 2000 SL180 | 28 set 2000 | Socorro       | LINEAR                 | —         | MPC                           |
| 118834     | 2000 SY186 | 21 set 2000 | Haleakalā     | NEAT                   | Phocaea   | MPC                           |
| 118835     | 2000 SM190 | 23 set 2000 | Socorro       | LINEAR                 | —         | MPC                           |
| 118836     | 2000 SP197 | 24 set 2000 | Socorro       | LINEAR                 | —         | MPC                           |
| 118837     | 2000 SQ202 | 24 set 2000 | Socorro       | LINEAR                 | —         | MPC                           |
| 118838     | 2000 SO205 | 24 set 2000 | Socorro       | LINEAR                 | —         | MPC                           |
| 118839     | 2000 SA208 | 24 set 2000 | Socorro       | LINEAR                 | —         | MPC                           |
| 118840     | 2000 SM213 | 25 set 2000 | Socorro       | LINEAR                 | —         | MPC                           |
| 118841     | 2000 SR228 | 28 set 2000 | Socorro       | LINEAR                 | —         | MPC                           |
| 118842     | 2000 SN229 | 28 set 2000 | Socorro       | LINEAR                 | —         | MPC                           |
| 118843     | 2000 SW239 | 28 set 2000 | Socorro       | LINEAR                 | —         | MPC                           |
| 118844     | 2000 ST242 | 24 set 2000 | Socorro       | LINEAR                 | —         | MPC                           |
| 118845     | 2000 SP245 | 24 set 2000 | Socorro       | LINEAR                 | —         | MPC                           |
| 118846     | 2000 SU245 | 24 set 2000 | Socorro       | LINEAR                 | —         | MPC                           |
| 118847     | 2000 SF248 | 24 set 2000 | Socorro       | LINEAR                 | —         | MPC                           |
| 118848     | 2000 SZ248 | 24 set 2000 | Socorro       | LINEAR                 | —         | MPC                           |
| 118849     | 2000 SJ254 | 24 set 2000 | Socorro       | LINEAR                 | —         | MPC                           |
| 118850     | 2000 SL257 | 24 set 2000 | Socorro       | LINEAR                 | —         | MPC                           |
| 118851     | 2000 SX270 | 27 set 2000 | Socorro       | LINEAR                 | —         | MPC                           |
| 118852     | 2000 SV276 | 30 set 2000 | Socorro       | LINEAR                 | —         | MPC                           |
| 118853     | 2000 SZ286 | 26 set 2000 | Socorro       | LINEAR                 | —         | MPC                           |
| 118854     | 2000 ST289 | 27 set 2000 | Socorro       | LINEAR                 | —         | MPC                           |
| 118855     | 2000 SC298 | 28 set 2000 | Socorro       | LINEAR                 | Maria     | MPC                           |
| 118856     | 2000 SS299 | 28 set 2000 | Socorro       | LINEAR                 | —         | MPC                           |
| 118857     | 2000 SZ309 | 26 set 2000 | Socorro       | LINEAR                 | —         | MPC                           |
| 118858     | 2000 SM311 | 27 set 2000 | Socorro       | LINEAR                 | —         | MPC                           |
| 118859     | 2000 SO316 | 30 set 2000 | Socorro       | LINEAR                 | Phocaea   | MPC                           |
| 118860     | 2000 SW318 | 26 set 2000 | Socorro       | LINEAR                 | —         | MPC                           |
| 118861     | 2000 SM319 | 26 set 2000 | Socorro       | LINEAR                 | Phocaea   | MPC                           |
| 118862     | 2000 SK343 | 23 set 2000 | Socorro       | LINEAR                 | —         | MPC                           |
| 118863     | 2000 SK349 | 30 set 2000 | Anderson Mesa | LONEOS                 | —         | MPC                           |
| 118864     | 2000 SQ351 | 29 set 2000 | Anderson Mesa | LONEOS                 | —         | MPC                           |
| 118865     | 2000 SP354 | 29 set 2000 | Anderson Mesa | LONEOS                 | —         | MPC                           |
| 118866     | 2000 SS354 | 29 set 2000 | Anderson Mesa | LONEOS                 | —         | MPC                           |
| 118867     | 2000 SB355 | 29 set 2000 | Anderson Mesa | LONEOS                 | —         | MPC                           |
| 118868     | 2000 ST360 | 21 set 2000 | Anderson Mesa | LONEOS                 | —         | MPC                           |
| 118869     | 2000 SS362 | 20 set 2000 | Socorro       | LINEAR                 | —         | MPC                           |
| 118870     | 2000 TE8   | 1 out 2000  | Socorro       | LINEAR                 | —         | MPC                           |
| 118871     | 2000 TZ12  | 1 out 2000  | Socorro       | LINEAR                 | —         | MPC                           |
| 118872     | 2000 TW13  | 1 out 2000  | Socorro       | LINEAR                 | —         | MPC                           |
| 118873     | 2000 TY14  | 1 out 2000  | Socorro       | LINEAR                 | —         | MPC                           |
| 118874     | 2000 TK28  | 3 out 2000  | Socorro       | LINEAR                 | —         | MPC                           |
| 118875     | 2000 TD29  | 3 out 2000  | Socorro       | LINEAR                 | —         | MPC                           |
| 118876     | 2000 TB41  | 1 out 2000  | Anderson Mesa | LONEOS                 | —         | MPC                           |
| 118877     | 2000 TM44  | 1 out 2000  | Socorro       | LINEAR                 | —         | MPC                           |
| 118878     | 2000 TT49  | 1 out 2000  | Socorro       | LINEAR                 | —         | MPC                           |
| 118879     | 2000 TT54  | 1 out 2000  | Socorro       | LINEAR                 | —         | MPC                           |
| 118880     | 2000 TJ57  | 2 out 2000  | Anderson Mesa | LONEOS                 | Phocaea   | MPC                           |
| 118881     | 2000 TK57  | 2 out 2000  | Anderson Mesa | LONEOS                 | —         | MPC                           |
| 118882     | 2000 TL59  | 2 out 2000  | Anderson Mesa | LONEOS                 | Phocaea   | MPC                           |
| 118883     | 2000 US4   | 24 out 2000 | Socorro       | LINEAR                 | —         | MPC                           |
| 118884     | 2000 UN12  | 24 out 2000 | Socorro       | LINEAR                 | —         | MPC                           |
| 118885     | 2000 UZ23  | 24 out 2000 | Socorro       | LINEAR                 | —         | MPC                           |
| 118886     | 2000 UL27  | 24 out 2000 | Socorro       | LINEAR                 | Brangane  | MPC                           |
| 118887     | 2000 UH35  | 24 out 2000 | Socorro       | LINEAR                 | —         | MPC                           |
| 118888     | 2000 UX35  | 24 out 2000 | Socorro       | LINEAR                 | —         | MPC                           |
| 118889     | 2000 UJ38  | 24 out 2000 | Socorro       | LINEAR                 | —         | MPC                           |
| 118890     | 2000 UM41  | 24 out 2000 | Socorro       | LINEAR                 | —         | MPC                           |
| 118891     | 2000 UA44  | 24 out 2000 | Socorro       | LINEAR                 | —         | MPC                           |
| 118892     | 2000 UE44  | 24 out 2000 | Socorro       | LINEAR                 | —         | MPC                           |
| 118893     | 2000 UU46  | 24 out 2000 | Socorro       | LINEAR                 | —         | MPC                           |
| 118894     | 2000 UW46  | 24 out 2000 | Socorro       | LINEAR                 | —         | MPC                           |
| 118895     | 2000 UO53  | 24 out 2000 | Socorro       | LINEAR                 | —         | MPC                           |
| 118896     | 2000 UQ59  | 25 out 2000 | Socorro       | LINEAR                 | —         | MPC                           |
| 118897     | 2000 UR60  | 25 out 2000 | Socorro       | LINEAR                 | —         | MPC                           |
| 118898     | 2000 UV62  | 25 out 2000 | Socorro       | LINEAR                 | Chimaera  | MPC                           |
| 118899     | 2000 UF66  | 25 out 2000 | Socorro       | LINEAR                 | —         | MPC                           |
| 118900     | 2000 UA67  | 25 out 2000 | Socorro       | LINEAR                 | —         | MPC                           |

## 118901–119000
| Designação     | Designação | Descoberta  | Descoberta      | Descobridor(es)        | Categoria | Mais informações / Referência |
| Permanente     | Provisória | Data        | Local           | Descobridor(es)        | Categoria | Mais informações / Referência |
| -------------- | ---------- | ----------- | --------------- | ---------------------- | --------- | ----------------------------- |
| 118901         | 2000 UH67  | 25 out 2000 | Socorro         | LINEAR                 | Brangane  | MPC                           |
| 118902         | 2000 UU67  | 25 out 2000 | Socorro         | LINEAR                 | —         | MPC                           |
| 118903         | 2000 US72  | 25 out 2000 | Socorro         | LINEAR                 | —         | MPC                           |
| 118904         | 2000 UT86  | 31 out 2000 | Socorro         | LINEAR                 | —         | MPC                           |
| 118905         | 2000 UM87  | 31 out 2000 | Socorro         | LINEAR                 | Brangane  | MPC                           |
| 118906         | 2000 UE93  | 25 out 2000 | Socorro         | LINEAR                 | —         | MPC                           |
| 118907         | 2000 UJ95  | 25 out 2000 | Socorro         | LINEAR                 | Ursula    | MPC                           |
| 118908         | 2000 UA98  | 25 out 2000 | Socorro         | LINEAR                 | Brangane  | MPC                           |
| 118909         | 2000 UE106 | 30 out 2000 | Socorro         | LINEAR                 | —         | MPC                           |
| 118910         | 2000 UR111 | 29 out 2000 | Kitt Peak       | Spacewatch             | —         | MPC                           |
| 118911         | 2000 VL2   | 1 nov 2000  | Socorro         | LINEAR                 | —         | MPC                           |
| 118912         | 2000 VN16  | 1 nov 2000  | Socorro         | LINEAR                 | —         | MPC                           |
| 118913         | 2000 VM18  | 1 nov 2000  | Socorro         | LINEAR                 | —         | MPC                           |
| 118914         | 2000 VV18  | 1 nov 2000  | Socorro         | LINEAR                 | —         | MPC                           |
| 118915         | 2000 VM25  | 1 nov 2000  | Socorro         | LINEAR                 | —         | MPC                           |
| 118916         | 2000 VR25  | 1 nov 2000  | Socorro         | LINEAR                 | —         | MPC                           |
| 118917         | 2000 VU26  | 1 nov 2000  | Socorro         | LINEAR                 | —         | MPC                           |
| 118918         | 2000 VY26  | 1 nov 2000  | Socorro         | LINEAR                 | —         | MPC                           |
| 118919         | 2000 VR27  | 1 nov 2000  | Socorro         | LINEAR                 | —         | MPC                           |
| 118920         | 2000 VH31  | 1 nov 2000  | Socorro         | LINEAR                 | —         | MPC                           |
| 118921         | 2000 VP45  | 2 nov 2000  | Socorro         | LINEAR                 | —         | MPC                           |
| 118922         | 2000 VE48  | 2 nov 2000  | Socorro         | LINEAR                 | —         | MPC                           |
| 118923         | 2000 VM51  | 3 nov 2000  | Socorro         | LINEAR                 | —         | MPC                           |
| 118924         | 2000 VG53  | 3 nov 2000  | Socorro         | LINEAR                 | —         | MPC                           |
| 118925         | 2000 VH59  | 6 nov 2000  | Socorro         | LINEAR                 | Juno      | MPC                           |
| 118926         | 2000 VT59  | 1 nov 2000  | Kitt Peak       | Spacewatch             | —         | MPC                           |
| 118927         | 2000 WQ2   | 19 nov 2000 | Kitt Peak       | Spacewatch             | Ursula    | MPC                           |
| 118928         | 2000 WB3   | 19 nov 2000 | Socorro         | LINEAR                 | —         | MPC                           |
| 118929         | 2000 WK5   | 19 nov 2000 | Socorro         | LINEAR                 | —         | MPC                           |
| 118930         | 2000 WB8   | 20 nov 2000 | Socorro         | LINEAR                 | —         | MPC                           |
| 118931         | 2000 WD21  | 24 nov 2000 | Bohyunsan       | Y.-B. Jeon, B.-C. Lee  | —         | MPC                           |
| 118932         | 2000 WC24  | 20 nov 2000 | Socorro         | LINEAR                 | Brangane  | MPC                           |
| 118933         | 2000 WA27  | 26 nov 2000 | Desert Beaver   | W. K. Y. Yeung         | —         | MPC                           |
| 118934         | 2000 WG31  | 20 nov 2000 | Socorro         | LINEAR                 | Ursula    | MPC                           |
| 118935         | 2000 WE42  | 21 nov 2000 | Socorro         | LINEAR                 | —         | MPC                           |
| 118936         | 2000 WT43  | 21 nov 2000 | Socorro         | LINEAR                 | Brangane  | MPC                           |
| 118937         | 2000 WT46  | 21 nov 2000 | Socorro         | LINEAR                 | —         | MPC                           |
| 118938         | 2000 WM47  | 21 nov 2000 | Socorro         | LINEAR                 | —         | MPC                           |
| 118939         | 2000 WL51  | 27 nov 2000 | Kitt Peak       | Spacewatch             | Ursula    | MPC                           |
| 118940         | 2000 WH58  | 21 nov 2000 | Socorro         | LINEAR                 | —         | MPC                           |
| 118941         | 2000 WW60  | 21 nov 2000 | Socorro         | LINEAR                 | —         | MPC                           |
| 118942         | 2000 WK62  | 23 nov 2000 | Haleakalā       | NEAT                   | —         | MPC                           |
| 118943         | 2000 WF67  | 26 nov 2000 | Socorro         | LINEAR                 | —         | MPC                           |
| 118944         | 2000 WU67  | 20 nov 2000 | Anderson Mesa   | LONEOS                 | —         | MPC                           |
| 118945 Rikhill | 2000 WS68  | 29 nov 2000 | Junk Bond       | D. Healy               | —         | MPC                           |
| 118946         | 2000 WQ69  | 19 nov 2000 | Socorro         | LINEAR                 | —         | MPC                           |
| 118947         | 2000 WV69  | 19 nov 2000 | Socorro         | LINEAR                 | —         | MPC                           |
| 118948         | 2000 WN83  | 20 nov 2000 | Socorro         | LINEAR                 | —         | MPC                           |
| 118949         | 2000 WM88  | 20 nov 2000 | Socorro         | LINEAR                 | —         | MPC                           |
| 118950         | 2000 WG89  | 21 nov 2000 | Socorro         | LINEAR                 | —         | MPC                           |
| 118951         | 2000 WU89  | 21 nov 2000 | Socorro         | LINEAR                 | —         | MPC                           |
| 118952         | 2000 WA92  | 21 nov 2000 | Socorro         | LINEAR                 | —         | MPC                           |
| 118953         | 2000 WN94  | 21 nov 2000 | Socorro         | LINEAR                 | —         | MPC                           |
| 118954         | 2000 WR99  | 21 nov 2000 | Socorro         | LINEAR                 | Ursula    | MPC                           |
| 118955         | 2000 WU100 | 21 nov 2000 | Socorro         | LINEAR                 | —         | MPC                           |
| 118956         | 2000 WA103 | 26 nov 2000 | Socorro         | LINEAR                 | —         | MPC                           |
| 118957         | 2000 WE115 | 20 nov 2000 | Socorro         | LINEAR                 | —         | MPC                           |
| 118958         | 2000 WR121 | 26 nov 2000 | Socorro         | LINEAR                 | —         | MPC                           |
| 118959         | 2000 WO124 | 19 nov 2000 | Socorro         | LINEAR                 | Juno      | MPC                           |
| 118960         | 2000 WQ124 | 20 nov 2000 | Socorro         | LINEAR                 | —         | MPC                           |
| 118961         | 2000 WO125 | 29 nov 2000 | Socorro         | LINEAR                 | —         | MPC                           |
| 118962         | 2000 WK129 | 19 nov 2000 | Kitt Peak       | Spacewatch             | —         | MPC                           |
| 118963         | 2000 WY132 | 19 nov 2000 | Socorro         | LINEAR                 | —         | MPC                           |
| 118964         | 2000 WW133 | 19 nov 2000 | Socorro         | LINEAR                 | —         | MPC                           |
| 118965         | 2000 WA138 | 21 nov 2000 | Socorro         | LINEAR                 | —         | MPC                           |
| 118966         | 2000 WJ141 | 19 nov 2000 | Socorro         | LINEAR                 | Juno      | MPC                           |
| 118967         | 2000 WL144 | 21 nov 2000 | Socorro         | LINEAR                 | —         | MPC                           |
| 118968         | 2000 WP150 | 19 nov 2000 | Socorro         | LINEAR                 | —         | MPC                           |
| 118969         | 2000 WC156 | 30 nov 2000 | Socorro         | LINEAR                 | —         | MPC                           |
| 118970         | 2000 WE160 | 20 nov 2000 | Kitt Peak       | Spacewatch             | —         | MPC                           |
| 118971         | 2000 WR162 | 20 nov 2000 | Anderson Mesa   | LONEOS                 | —         | MPC                           |
| 118972         | 2000 WV171 | 25 nov 2000 | Socorro         | LINEAR                 | —         | MPC                           |
| 118973         | 2000 WD173 | 25 nov 2000 | Anderson Mesa   | LONEOS                 | —         | MPC                           |
| 118974         | 2000 WU173 | 26 nov 2000 | Socorro         | LINEAR                 | —         | MPC                           |
| 118975         | 2000 WB180 | 27 nov 2000 | Socorro         | LINEAR                 | —         | MPC                           |
| 118976         | 2000 WL181 | 30 nov 2000 | Anderson Mesa   | LONEOS                 | —         | MPC                           |
| 118977         | 2000 WQ183 | 21 nov 2000 | Haute Provence  | Haute-Provence Obs.    | —         | MPC                           |
| 118978         | 2000 WW196 | 20 nov 2000 | Socorro         | LINEAR                 | —         | MPC                           |
| 118979         | 2000 XM6   | 1 dez 2000  | Socorro         | LINEAR                 | —         | MPC                           |
| 118980         | 2000 XC11  | 1 dez 2000  | Socorro         | LINEAR                 | —         | MPC                           |
| 118981         | 2000 XS13  | 4 dez 2000  | Socorro         | LINEAR                 | Juno      | MPC                           |
| 118982         | 2000 XK14  | 5 dez 2000  | Bisei SG Center | BATTeRS                | —         | MPC                           |
| 118983         | 2000 XB19  | 4 dez 2000  | Socorro         | LINEAR                 | —         | MPC                           |
| 118984         | 2000 XC21  | 4 dez 2000  | Socorro         | LINEAR                 | —         | MPC                           |
| 118985         | 2000 XW26  | 4 dez 2000  | Socorro         | LINEAR                 | —         | MPC                           |
| 118986         | 2000 XM30  | 4 dez 2000  | Socorro         | LINEAR                 | —         | MPC                           |
| 118987         | 2000 XZ41  | 5 dez 2000  | Socorro         | LINEAR                 | —         | MPC                           |
| 118988         | 2000 XS44  | 5 dez 2000  | Socorro         | LINEAR                 | Juno      | MPC                           |
| 118989         | 2000 XO47  | 4 dez 2000  | Socorro         | LINEAR                 | —         | MPC                           |
| 118990         | 2000 XW48  | 4 dez 2000  | Socorro         | LINEAR                 | Brangane  | MPC                           |
| 118991         | 2000 YC5   | 19 dez 2000 | Socorro         | LINEAR                 | —         | MPC                           |
| 118992         | 2000 YW6   | 20 dez 2000 | Socorro         | LINEAR                 | —         | MPC                           |
| 118993         | 2000 YL12  | 22 dez 2000 | Ondřejov        | P. Kušnirák, P. Pravec | —         | MPC                           |
| 118994         | 2000 YS28  | 28 dez 2000 | Socorro         | LINEAR                 | Juno      | MPC                           |
| 118995         | 2000 YH34  | 28 dez 2000 | Socorro         | LINEAR                 | —         | MPC                           |
| 118996         | 2000 YF38  | 30 dez 2000 | Socorro         | LINEAR                 | —         | MPC                           |
| 118997         | 2000 YU39  | 30 dez 2000 | Socorro         | LINEAR                 | —         | MPC                           |
| 118998         | 2000 YC40  | 30 dez 2000 | Socorro         | LINEAR                 | —         | MPC                           |
| 118999         | 2000 YJ51  | 30 dez 2000 | Socorro         | LINEAR                 | Ursula    | MPC                           |
| 119000         | 2000 YV55  | 30 dez 2000 | Socorro         | LINEAR                 | —         | MPC                           |